# Batalha de Guadalcanal
A Batalha de Guadalcanal, também conhecida como Campanha de Guadalcanal ou Operação Torre de Guarda pelas forças norte-americanas, foi uma batalha travada entre 7 de agosto de 1942 e 9 de fevereiro de 1943 na Ilha de Guadalcanal, entre as Forças Aliadas e do Japão durante a Guerra do Pacífico, no contexto da Segunda Guerra Mundial.
Em 7 de agosto de 1942, tropas Aliadas, encabeçadas por fuzileiros navais dos Estados Unidos, desembarcaram nas ilhas de Guadalcanal, Tulagi e Florida nas Ilhas Salomão, com o objetivo de negar aos japoneses o uso dessas ilhotas como base para atacar as linhas de suprimento e rotas de comunicação entre os Estados Unidos, a Austrália e a Nova Zelândia. Os Aliados também pretendiam usar Guadalcanal e Tulagi como uma base para lançar futuras campanhas no sul do Pacífico e conquistar, ou neutralizar, a principal base japonesa em Rabaul, na Nova Bretanha. Os Aliados sobrepujaram os japoneses com seu número e destruíram suas guarnições em Guadalcanal, conquistando também as ilhas de Tulagi e Florida. Um dos pontos chave das operações foi a tomada do aeroporto de Henderson Field, que estava sendo construído pelos japoneses em Guadalcanal. O poderio militar americano, com apoio dos australianos, desempenhou ações fundamentais para o sucesso da campanha, realizando o primeiro grande desembarque naval de tropas na segunda grande guerra.
Surpreendidos pela repentina e feroz ofensiva Aliada, os japoneses se lançaram, entre agosto e novembro de 1942, em várias tentativas de reconquistar o campo aéreo Henderson. Três grandes incursões terrestres, sete batalhas navais em larga escala e contínuas, quase que diárias, ações aéreas culminaram na decisiva batalha naval de Guadalcanal no começo de novembro, em que a última tentativa dos japoneses de tentar subjugar o campo Henderson por meio de maciços bombardeios por terra e por mar para que forças terrestres pudessem avançar terminou em fracasso e ainda sofreram pesadas baixas no processo. Em dezembro, os japoneses abandonaram seus esforços de retomar Guadalcanal e no início de fevereiro de 1943 iniciaram uma operação de retirada da região, em face de uma nova grande ofensiva encabeçada pelo exército dos Estados Unidos.
A campanha de Guadalcanal foi uma grande e significativa vitória para os Aliados ocidentais no teatro de operações do Pacífico. Junto com a batalha de Midway, é considerado o ponto de virada na guerra contra o Japão. No começo de 1943, os japoneses alcançaram o máximo de suas conquistas territoriais no Pacífico. Porém, as vitórias Aliadas em Baía Milne, Buna-Gona e Guadalcanal marcaram a transição dos Estados Unidos e seus aliados, de uma postura defensiva para uma ofensiva. 
A campanha de Guadalcanal seria seguida por várias outras ofensivas bem sucedidas -  nas ilhas Salomão, na Nova Guiné, nas Ilhas Gilbert e Marshall, nas Ilhas Mariana e Palau, nas Filipinas (1944-1945) e nas Ilhas Volcano e Ryukyu -, antes dos ataques nucleares a Hiroshima e Nagasaki, pelos Estados Unidos, e da invasão terrestre da Manchúria, da Coreia, da ilha Sacalina e das ilhas Curilas pela URSS, em agosto de 1945. A capitulação do Japão, exaurido, deu-se oficialmente em 2 de setembro de 1945, pondo fim à Segunda Guerra Mundial.

## Contexto

### Considerações estratégicas

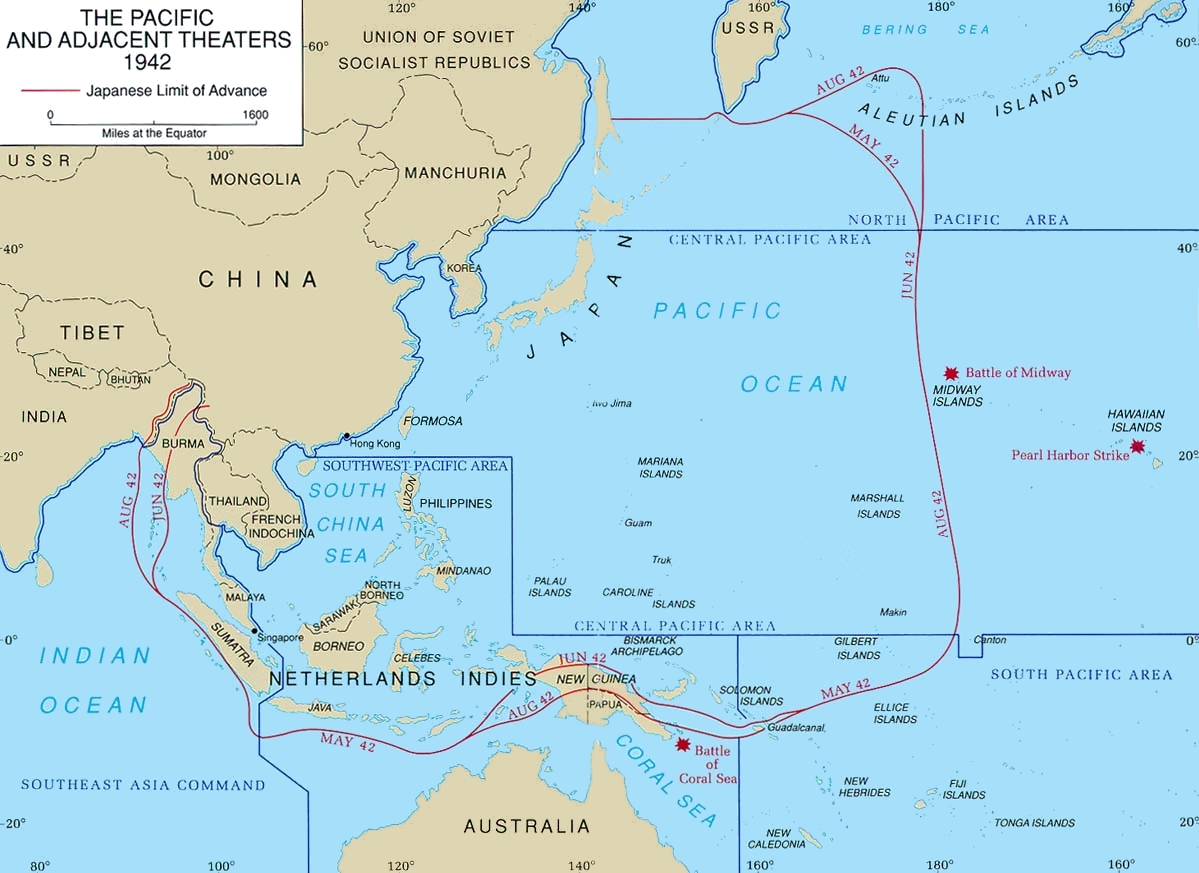
Circulado numa linha vermelha, a expansão territorial máxima do Império do Japão no Pacífico entre maio e agosto de 1942. Guadalcanal está localizado no centro direito inferior do mapa, próximo da Austrália.

Em 7 de dezembro de 1941, os japoneses atacaram a principal base da Frota do Pacífico dos Estados Unidos em Pearl Harbor, no Havaí. O ataque destruiu ou danificou seriamente vários encouraçados americanos da frota e foi o estopim para a deflagração da guerra entre os Estados Unidos e o Japão. O objetivo inicial da liderança japonesa era neutralizar a marinha americana, tomar controle de várias regiões cheias de ricos recursos naturais e também estabelecer bases militares para defender as novas fronteiras do Império do Japão pela Ásia. Para conquistar estes objetivos, as forças armadas japonesas ocuparam as Filipinas, Tailândia, Malásia, Singapura, Burma, as Índias Orientais Holandesas, Ilha Wake, as Ilhas Gilbert, a Nova Bretanha e Guam. Entre os aliados dos Estados Unidos, na guerra contra o Japão, estavam a China, o Reino Unido e seus territórios ultramarinos, e a Holanda.
Os japoneses continuaram a tentar ter a iniciativa estratégica para expandir seus domínios e perímetros defensivos no sul e no centro do Pacífico, ameaçando a Austrália e o Havaí, ou até a costa oeste dos Estados Unidos, travando batalhas navais no Mar de Coral e em Midway. Esta última foi uma grande vitória para os Aliados. Estes fracassos para o Japão significaram a redução da capacidade da sua frota naval de fazer guerra, mas não mudou sua mentalidade ao continuar suas ofensivas a todo o custo. Nesta altura, os Aliados permaneceram na defensiva no Pacífico mas logo o comando-geral americano percebeu que era necessário tomar a iniciativa.
Os Aliados escolheram as Ilhas Salomão (um protetorado do Reino Unido), especialmente Guadalcanal, Tulagi e Ilhas Florida, como base para partir para a ofensiva. Os americanos e seus aliados planejaram ocupar estas regiões, além das Ilhas Santa Cruz e "posições adjacentes". Guadalcanal (codinome Cactus) se tornou o foco da operação.
A marinha imperial japonesa lançou a invasão de Tulagi em maio de 1942 e construíram uma base naval ali. Os Aliados foram ficando preocupados, quando em julho de 1942, os japoneses começaram a construção de um grande aeroporto no Lunga Point, na ilha de Guadalcanal, de onde poderiam lançar bombardeios de longo alcance que poderiam ameaçar as linhas de comunicação entre os Estados Unidos e a Austrália. Em agosto de 1942, os japoneses enviaram 900 fuzileiros para Tulagi e ilhas próximas e 2 800 outras pessoas (2 200 sendo trabalhadores escravos coreanos, além de especialistas japoneses) para Guadalcanal. Estas bases iriam proteger o quartel-general japonês em Rabaul, ameaçando as linhas de suprimento dos Aliados e estabelecendo uma área de preparação para lançar ofensivas contra as ilhas de Fiji, Nova Caledônia e Samoa. Os japoneses planejavam enviar 45 aviões caça e 60 bombardeiros para Guadalcanal. A estratégia para 1942 era que estas aeronaves pudessem dar apoio aéreo as forças navais japonesas que prosseguiam seu avanço no sul do oceano pacífico.
O plano dos Aliados da invasão da região sul das Ilhas Salomão foi concebido pelo almirante americano Ernest King, o comandante da Frota do Pacífico da marinha dos Estados Unidos. Ele propôs a ofensiva com o objetivo de negar aos japoneses o uso dessas ilhas como base, que poderia cortar a rota de suprimentos entre a América e a Austrália, comprometendo todo o esforço de guerra dos Aliados na guerra do Pacífico. Com o consentimento tácito do presidente Franklin D. Roosevelt, o plano de King foi aprovado. Tal plano contemplava a invasão de Guadalcanal como um passo importante na estratégia geral. Como os Estados Unidos apoiavam a ideia britânica de derrotar a Alemanha antes do Japão, o teatro de guerra do pacífico tinha de competir em termos de pessoal e recursos com o esforço de guerra no teatro europeu.
Um obstáculo inicial era o desejo das Forças Armadas dos Estados Unidos e do presidente Roosevelt de tomar a iniciativa primeiro na Europa. Havia também conflitos de comando já que Tulagi estava na área do general Douglas MacArthur enquanto as ilhas Santa Cruz estavam na área do almirante Chester W. Nimitz. A questão foi resolvida com o comando geral do general George C. Marshall, dando a marinha maiores poderes e prioridades nos recursos. Sabendo que o general MacArthur não iria gostar, limites mais claros de operação entre ele e Nimitz foram estabelecidos e suas áreas de operação foram aumentadas para o oeste em agosto de 1942.
O estado-maior das forças armadas dos Estados Unidos estabeleceu os objetivos para a guerra no pacífico para o período de 1942–43: Guadalcanal seria ocupada ao mesmo tempo que seria lançado uma ofensiva aliada em Nova Guiné, sob comando de Douglas MacArthur, para capturar as Ilhas do Almirantado e o Arquipélago de Bismarck, incluindo a principal base japonesa em Rabaul. A nova diretriz estabelecia que a reconquista americana das Filipinas iria acontecer eventualmente. O Estado-Maior Conjunto dos Estados Unidos criou o Teatro de Operações do Sul do Pacífico, enquanto o vice-almirante Robert L. Ghormley assumiu o comando em 19 de junho de 1942, para dirigir a invasão das Ilhas Salomão. O almirante Nimitz, baseado em Pearl Harbor, foi então designado como o comandante-em-chefe das forças Aliadas no Pacífico.

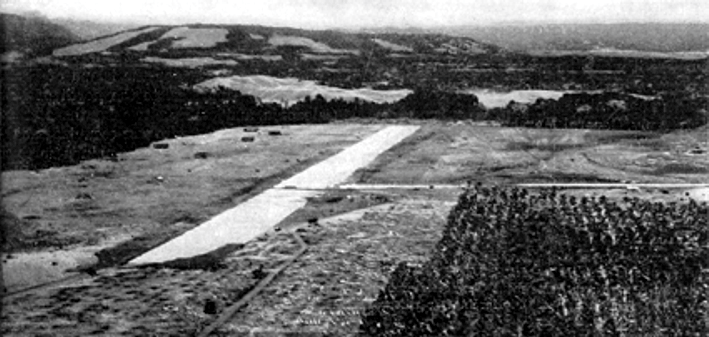
O aeroporto em Lunga Point, Guadalcanal, sendo construído pelos japoneses e por trabalhadores coreanos conscritos, em julho de 1942.

### Força-tarefa
Na preparação para as ofensivas no Pacífico em maio de 1942, foi ordenado ao major-general Alexander Vandegrift, do Corpo de Fuzileiros (marines), que movesse a 1ª Divisão de Infantaria naval dos Estados Unidos para a Nova Zelândia. Outras unidades terrestres, navais e aéreas dos Aliados foram levadas para estabelecer e reforçar bases em Fiji, Samoa, Novas Hébridas e Nova Caledônia. As ilhas de Espiritu Santo e Novas Hébridas foram selecionadas como os quartéis-generais e bases para suas ofensivas, codinome Operação Watchtower, que começaria em 7 de agosto de 1942.
A princípio, as ofensivas Aliadas foram planejadas para Tulagi e Ilhas Santa Cruz, mas omitiram a possibilidade de um ataque direto contra Guadalcanal. Mas após aviões de reconhecimento descobrirem a construção de um campo aéreo japonês nessa ilha, sua captura foi adicionada ao plano e a operação em Santa Cruz foi eventualmente adiada. Os japoneses tinham ciência das movimentações em larga escala das forças Aliadas no sul do oceano Pacífico mas eles concluíram que estes estavam apenas reforçando suas posições na Austrália e talvez em Port Moresby na Nova Guiné.
A força tarefa Aliada, totalizando 75 navios de guerra e de transporte (dos Estados Unidos e na Austrália), se reuniram perto de Fiji em 26 de julho de 1942 e iniciaram treinamentos de desembarque de tropas antes de terem de partir para Guadalcanal em 31 de julho. O comando da força expedicionária aliada foi dada ao vice-almirante americano Frank Fletcher (que comandava a partir do porta-aviões USS Saratoga). As forças anfíbias estavam sob a chefia do almirante Richmond K. Turner. Vandegrift liderava uma tropa de 16 000 homens (a maioria fuzileiros americanos) que iriam realizar os desembarques.
As tropas enviadas para Guadalcanal eram unidades recém-saídas dos campos de treinamento e armadas com antigos rifles M1903 Springfield e supridos com mantimentos para apenas dez dias e com munição limitada. Devido a necessidade de levá-los rapidamente para frente de batalha, a liderança militar Aliada teve que reduzir a quantidade de suprimentos distribuídas. Os homens da 1ª Divisão de Fuzileiros americana se referiram a batalha por vir como "Operação 'cordão de sapatos'".

## Eventos

### Desembarques

As rotas da força anfíbia Aliada que desembarcam em Guadalcanal e Tulagi, a 7 de agosto de 1942.

O mau tempo permitiu que a força expedicionária Aliada se aproximasse sem ser vista pelos japoneses na virada da noite de 6 de agosto para o dia 7, pegando os defensores de surpresa. Aeronaves de reconhecimento japonesas de Tulagi haviam procurado por frotas se movendo pela região, mas não detectaram os navios Aliados que eram protegidos pelo tempo ameno. O movimento para o desembarque ocorreu sem percalços. A força de ataque se dividiu em duas, com um grupo indo para Guadalcanal e outra para Tulagi e ilhas adjacentes. A frota de invasão que desembarcou, denominada Força Tarefa 62, incluía seis cruzadores pesados, dois cruzadores leves, quinze contratorpedeiros, dezessete navios de transporte, seis de carga e cinco limpadores de minas. Os navios de guerra Aliados bombardearam as praias de Guadalcanal, enquanto os porta-aviões bombardeavam alvos japoneses por toda a ilha, incluindo várias de suas aeronaves em Tulagi.
Tulagi e duas pequenas ilhas, Gavutu e Tanambogo, foram atacadas por 3 000 fuzileiros americanos. Cerca de 886 militares da marinha imperial japonesa, que cuidavam dos equipamentos nas bases das três ilhas, resistiram bravamente ao avanço americano. Com alguma dificuldade, os marines conquistaram seus objetivos; Tulagi caiu em 8 de agosto, e Gavutu e Tanambogo caíram em 9 de agosto. Os japoneses lutaram obstinadamente e foram quase todos mortos, enquanto os fuzileiros sofreram 122 baixas.
Em contraste com o que aconteceu em Tulagi, Gavutu, e Tanambogo, o desembarque americano em Guadalcanal não enfrentou muita resistência. As 09h10 de 7 de agosto, Vandegrift e seus 11 000 fuzileiros desembarcaram nas praias de Guadalcanal entre o Koli Point e o Lunga Point. Avançando em direção do Lunga Point, eles enfrentaram pouca resistência e capturaram o campo aéreo logo as 16h00 de 8 de agosto. As unidades de construção japonesas e tropas de combate, sob comando do capitão Kanae Monzen, entraram em pânico devido ao intenso bombardeio aéreo e naval, e abandonaram suas posições e recuaram até o oeste do rio Matanikau, deixando para trás comida e suprimentos, com os equipamentos e veículos de construção intactos.

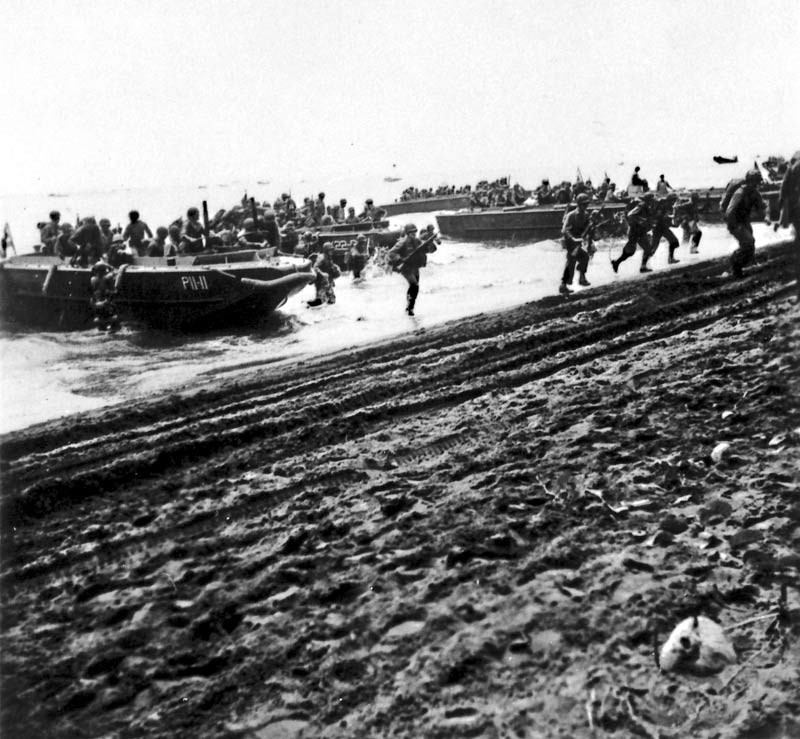
Fuzileiros americanos desembarcam de seus LCP(L)s em Guadalcanal, em 7 de agosto de 1942.

Durante as operações de desembarque de 7 e 8 de agosto, aviões de combate naval japoneses em Rabaul, sob comando de Sadayoshi Yamada, atacaram as forças anfíbias Aliadas diversas vezes, incendiando o transportador USS George F. Elliot (que seria afundado dois dias depois) e danificou seriamente o contratorpedeiro USS Jarvis. Dois dias depois, em novos ataques aéreos, os japoneses perderam 36 aeronaves, enquanto os americanos perderam 19, entre combates e acidentes, sendo 14 destas aeronaves vindos de porta-aviões.
Após os combates iniciais, o almirante Fletcher estava preocupado com a quantidade de aviões perdidos baseados em seus porta-aviões, ansioso e preocupado com a vulnerabilidade dos seus navios a ataques aéreos japoneses, além da falta de combustível. Fletcher se retirou da área das Ilhas Salomão com seus porta-aviões no anoitecer de 8 de agosto. Como resultado da perda da cobertura aérea após os porta-aviões terem recuado, o almirante Turner decidiu também recuar seus navios de guerra de Guadalcanal, apesar de que o desembarque de metade dos equipamentos pesados e suprimentos para as tropas em terra ainda não estivessem concluídos. Turner planejou, contudo, descarregar a maior quantidade de suprimentos possível em Guadalcanal e Tulagi no anoitecer do dia 8 de agosto para o dia 9.

### A Batalha da Ilha Savo
Na virada do dia 8 para 9 de agosto de 1942, cerca de 48 horas depois dos primeiros desembarques terrestres, enquanto suprimentos estavam sendo desembarcados nas praias, dois grupos de cruzadores e contratorpedeiros Aliados, sob comando do almirante Victor Crutchley, foram surpreendidos por uma força japonesa composta de oito cruzadores e um contratorpedeiro da 8ª Frota Imperial, comandados pelo vice-almirante Gunichi Mikawa. Na subsequente Batalha da Ilha Savo, uma embarcação australiana e três cruzadores americanos foram afundados, com outros três navios Aliados terminando seriamente danificados. Três navios japoneses foram levemente avariados. Mikawa, que não sabia que Fletcher estava se preparando para retirar seus porta-aviões da região, imediatamente ordenou que sua frota se retirasse para Rabaul sem causar mais danos aos navios de transporte americanos. O almirante Mikawa estava preocupado de que quando o dia raiasse, aeronaves americanas vindos dos porta-aviões em alto-mar poderiam atacá-lo. Desprovido de sua cobertura aérea, Turner decidiu retirar completamente o que sobrou de sua força naval na noite de 9 de agosto. Assim, os fuzileiros americanos em terra ficaram sem receber vários suprimentos pesados e outras provisões (como munição). Além disso, não havia, naquele momento, a possibilidade de receber reforços. A decisão de Mikawa de não tentar destruir os navios de transporte dos Aliados quando ele teve a oportunidade se provaria um erro estratégico grande.

### Operações iniciais

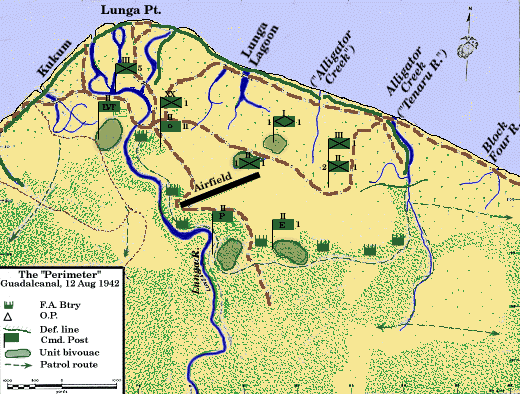
Mapa indicando as posições defensivas iniciais dos fuzileiros americanos ao redor do campo aéreo de Lunga Point, Guadalcanal, em 12 de agosto de 1942.

Os 11 000 fuzileiros lançados sobre Guadalcanal inicialmente se concentraram em formações defensivas em um perímetro ao redor do Lunga Point e da base aérea, movendo os suprimentos que já estavam na ilha para dentro deste perímetro. Eles também deram atenção especial em terminar o aeroporto japonês capturado para que aviões Aliados o pudessem usar. Após quatro dias de intensos esforços, os cruciais mantimentos que ainda estavam nas praias foram trazidos para atrás das posições defensivas americanas. Os trabalhos no aeroporto foram iniciados imediatamente, utilizando equipamento japonês capturado. Em 12 de agosto o campo aéreo foi renomeado Campo Henderson em homenagem ao aviador naval Lofton R. Henderson, que foi morto na batalha de Midway. A 18 de agosto, o aeroporto já estava pronto para operações. Logo, suprimentos para cinco dias chegaram a ilha imediatamente o que, junto com equipamentos capturados dos japoneses, deu aos fuzileiros americanos comida suficiente para quatorze dias. Para conservar os suprimentos, as tropas foram limitadas a duas rações de comida por dia.
As tropas Aliadas, logo após o desembarque, foram acometidas com uma onda de disenteria, afligindo um em cada cinco fuzileiros americanos já em meados de agosto. As doenças tropicais, como malária, também afetaram a força de combate de ambos os lados durante toda a campanha. As tropas japonesas se retiraram para o oeste do perímetro do Lunga na margem do rio Matanikau e, mesmo sem muitos mantimentos, mantiveram suas posições. Em 8 de agosto, um contratorpedeiro japonês, vindo de Rabaul, desembarcou 113 de seus fuzileiros, a elite do exército imperial, na posição do Matanikau.

### Batalha do rio Tenaru

Corpos de soldados japoneses mortos na boca do córrego Aligátor, durante a batalha do rio Tenaru.

Em resposta ao desembarque Aliado em Guadalcanal, o Quartel-General Imperial japonês enviou o 17º Corpo do exército, sediado em Rabaul e sob comando do tenente-general Harukichi Hyakutake, com o objetivo de reconquistar Guadalcanal. Tal tropa seria apoiada por uma força naval, incluindo diversos navios da Frota Combinada sob comando do almirante Isoroku Yamamoto, baseado em Truk. O 17º Exército, que na época já estava envolvido na campanha da Nova Guiné, tinha apenas algumas divisões disponíveis para lutar. Destes, a 35º Brigada de infantaria, sob comando do major-general Kiyotake Kawaguchi, estava em Palau, o 4º Regimento (Aoba) de Infantaria estava nas Filipinas e o 28º Regimento Ichiki, sob comando do coronel Kiyonao Ichiki, estava a bordo de navios de transporte em Guam. Estas unidades começaram a se mover em direção de Guadalcanal via Truk e Rabaul imediatamente, mas o regimento de Ichiki, que estava mais perto, chegou primeiro. Uma de suas tropas, composta por 917 soldados que foram transportados por contratorpedeiros, chegou em Taivu Point, a leste do perímetro do Lunga, após a meia-noite do dia 19 de agosto e marchou 14 km durante a noite em direção ao oeste do perímetro formado pelos fuzileiros americanos.
Pouco antes do sol raiar do 21 de agosto de 1942, subestimando a força dos Aliados em Guadalcanal, as tropas de Ichiki realizaram um ataque frontal noturno na posição dos fuzileiros navais americanos no córrego Aligátor (também chamado de "Rio Ilu" nos mapas americanos), no lado leste do perímetro do rio Lunga. Na subsequente batalha do rio Tenaru (como ficou conhecida), os japoneses fracassaram em sua investida e sofreram pesadas baixas. Horas depois, os fuzileiros americanos contra-atacaram os soldados remanescentes de Ichiki, matando a maioria deles. Entre os mortos estava o próprio coronel Ichiki, que teria cometido seppuku (o suicídio ritual) após perceber a magnitude de sua derrota, embora alguns acreditem que na verdade ele morreu em combate. No total, 789 soldados japoneses morreram (de uma força de 917 membros) na batalha no Tenaru. Os 128 sobreviventes retornaram para Taivu Point, notificando o quartel-general do 17º Exército da derrota e aguardaram reforços e ordens vindas de Rabaul.

### Batalha das Salomão Orientais

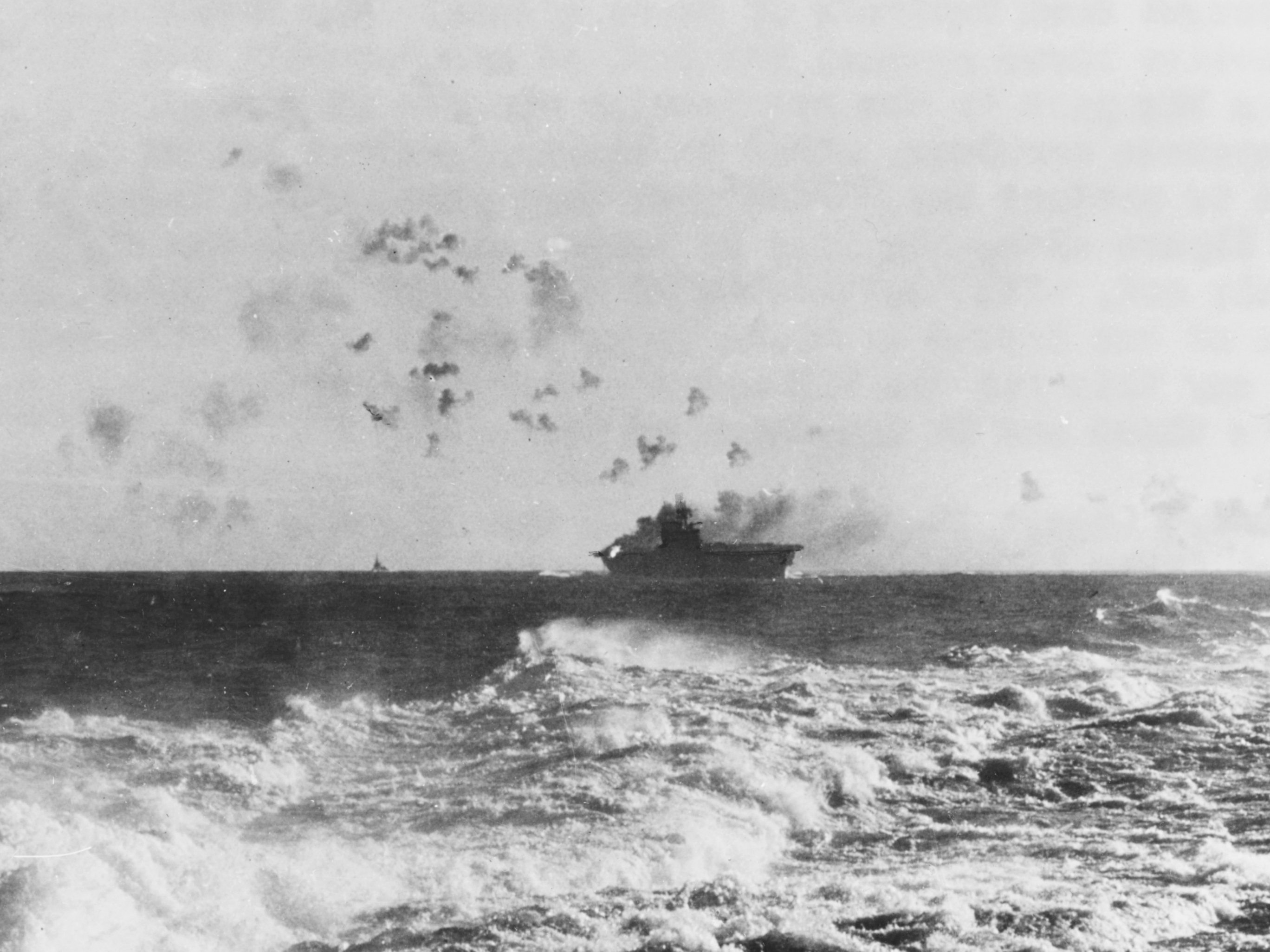
O porta-aviões sob ataque de aviões japoneses.

Após a derrota desastrosa na batalha do rio Tenaru, os japoneses enviaram reforços para Guadalcanal. O almirante Isoroku Yamamoto reuniu uma poderosa força expedicionária. Seu objetivo era destruir a frota americana na área e inutilizar o Campo Henderson. Os japoneses partiram de suas bases em 23 de agosto. Simultaneamente, vários outros reforços, apoio e grupos de aviões bombardeiros partiram de Truk e Rabaul. Entre as forças deslocadas, estava os 1 400 soldados remanescentes do regimento de Ichiki, além de 500 fuzileiros do 5º Grupo Especial Yokosuka. Escoltados por navios de guerra do almirante Raizō Tanaka, o desembarque destes reforços em Guadalcanal estava marcado para 24 de agosto. Para dar cobertura para as tropas e lhes dar apoio durante a retomada do Campo Henderson, o almirante Yamamoto ordenou que Chūichi Nagumo levasse sua força naval de Truk, em 21 de agosto, e os levasse ao sul das Ilhas Salomão. A força de Nagumo incluía três porta-aviões e trinta outros navios de guerra.
Ao mesmo tempo que os japoneses faziam suas preparações para lançar seu maciço contra-ataque, os americanos mobilizaram três forças tarefas de porta-aviões, sob comando do almirante Fletcher, para defender Guadalcanal da aproximação dos reforços inimigos. Os americanos tinham apenas dois porta-aviões disponíveis, o USS Saratoga e USS Enterprise, com suas 176 aeronaves, contra três dos japoneses, o Shōkaku, o Zuikaku e o Ryūhō, com seus 177 aviões. Entre 24 e 25 de agosto, as frotas americanas e japoneses se digladiaram na Batalha das Salomão Orientais, onde ambas as forças tiveram várias de suas embarcações danificadas, com os japoneses perdendo um porta-aviões leve. Yamamoto então enviou o Ryūjō na frente da frota para servir como isca e mandou seus aviões atacarem Guadalcanal. Isso atraiu a atenção dos pilotos americanos. Enquanto isso, as aeronaves dos outros dois porta-aviões atacaram a frota naval americana. O Ryūjō foi obliterado por bombas e acertado por torpedos. Este navio acabou sendo abandonado pela sua tripulação e eventualmente afundou durante a noite. O comboio de Tanaka, que sofrera extensos danos devido aos ataques Aliados de aviões vindos de Campo Henderson, terminando com um navio de transporte afundado, forçando os japoneses a levarem seus navios até as Ilhas Shortland no norte das Salomão para transferir as tropas sobreviventes para outras embarcações e mais tarde os levar a Guadalcanal. Os japoneses então lançaram um maciço bombardeio aéreo contra Guadalcanal, causando grande destruição e caos, enquanto aviões americanos atacavam os navios de Tanaka, liderados pelo cruzador Jintsu, próximo de Taivu Point. Um navio de transporte japonês foi afundado neste confronto. Um contratorpedeiro, o Mutsuki, foi danificado também e posteriormente abandonado. Mais embarcações de Tanaka sofreram danos, como o próprio Jintsu. Nesta altura, Tanaka recuou e ordenou a reorganização do plano de entrega de suprimentos para a noite de 28 de agosto. Enquanto isso, o porta-aviões americano, o USS Wasp, se posicionou a leste de Guadalcanal, esperando um ataque japonês por lá, que nunca aconteceria. Estrategicamente, os japoneses se viram em posição de atacar decisivamente a desorganizada frota americana e conquistar uma grande vitória mas eles nunca aproveitaram as oportunidades que eram apresentadas. Assim, os americanos, taticamente, se saíram como os vitoriosos da batalha naval das Salomão Orientais. Além disso, o apoio aéreo das aeronaves vindas do USS Enterprise foi crucial para os americanos manterem o Campo Henderson em suas mãos. Os japoneses ficaram impossibilitados de desembarcar suprimentos na ilha de Guadalcanal durante o dia, agindo primordialmente a noite. Apenas algumas semanas antes, os japoneses dominavam os mares na região, mas agora tinham grandes dificuldades para reforçar suas linhas.

### Combates aéreos sobre o Campo Henderson e fortalecimento do perímetro do rio Lunga

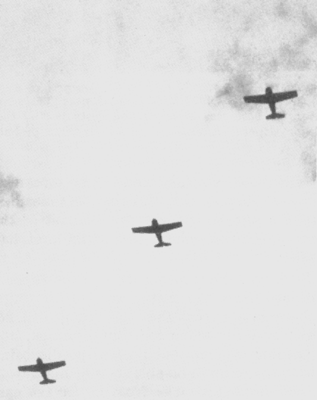
Aviões americanos Grumman F4F Wildcat que partiram do Campo Henderson indo combater aeronaves japonesas, em agosto de 1942.

Durante agosto de 1942, números pequenos de aviões e tripulantes americanos continuavam chegando em Guadalcanal. Ao fim de agosto, 64 aeronaves de diferentes tipos estavam estacionadas no Campo Henderson. Em 3 de setembro, o comandante da 1º Ala Aérea dos fuzileiros, o general-brigadeiro Roy S. Geiger, chegou com sua equipe e assumiu o comando das operações aéreas em Henderson. Combates entre aeronaves Aliadas e japonesas se tornaram diárias sobre Guadalcanal. Entre 26 de agosto e 5 de setembro, os Estados Unidos perderam quinze aviões, enquanto os japoneses perderam dezenove. Mais da metade dos tripulantes dos aviões americanos caídos foram resgatados enquanto a maioria dos pilotos japoneses nunca foram encontrados. A necessidade de fazer um voo de oito horas da base em Rabaul para Guadalcanal, cerca de 1 800 km de distância, dificultava a missão japonesa de estabelecer superioridade aérea sobre campo Henderson. Os vigias da costa australianos nas ilhas de Bougainville e Nova Geórgia davam às forças Aliadas em Guadalcanal informações a respeito das movimentações das esquadrilhas de aviões japoneses, dando tempo para os aviões americanos se prepararem e decolarem para enfrentar os inimigos se aproximando. Assim, a força aérea japonesa foi lentamente perdendo uma guerra de atrito pelos céus de Guadalcanal. Apesar de tudo isso, os japoneses conseguiam manter um bombardeio intenso e constante sobre Campo Henderson e as regiões adjacentes.
Neste meio tempo, Vandegrift continuou com seus esforços de melhorar e fortalecer o perímetro ao longo do rio Lunga. Entre 21 de agosto e 3 de setembro, ele realocou três batalhões de fuzileiros americanos, incluindo o 1º Batalhão Raider, sob comando de Merritt A. Edson, e um batalhão de Paraquedistas de Tulagi e Gavutu para Guadalcanal. Essas unidades adicionaram mais de 1 500 novas tropas para a força de 11 000 homens que Vandegrift estava reunindo para defender o Campo Henderson. O 1º Batalhão de Fuzileiros paraquedistas, que haviam lutado na Batalha de Tulagi e Gavutu-Tanambogo em agosto e sofrido pesadas baixas lá, estava agora sob comando de Edson. As duas outras unidades realocadas eram do 1º Batalhão do 5º Regimento de fuzileiros, que desembarcou a oeste de Matanikau, próximo do vilarejo de Kokumbuna, em 27 de agosto com a missão de atacar os japoneses que estavam entrincheirados na região. Neste caso, contudo, o terreno difícil, sol quente e as boas defesas do inimigo atrasaram os fuzileiros. Na manhã seguinte, os marines descobriram que os defensores japoneses decidiram se retirar. O comando americano decidiu então recuar seus homens de volta ao perímetro do Lunga. As perdas nestas ações foram cerca de vinte japoneses e três fuzileiros americanos mortos.
Pequenos comboios navais americanos chegaram em Guadalcanal em 23 e 29 de agosto e em 1 e 8 de setembro para trazer para os fuzileiros no perímetro do Lunga mais comida, munição, combustível e equipes de técnicos para os aviões. O comboio de 1 de setembro trouxe 392 trabalhadores da marinha (Seabees) para reparar e melhorar o campo Henderson.

### O Expresso de Tóquio

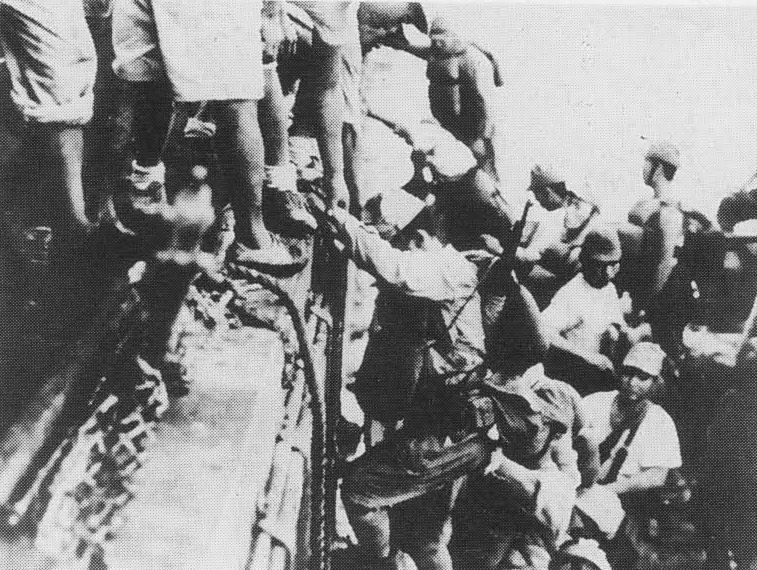
Tropas japonesas embarcando em um contratorpedeiro para o "expresso de Tóquio" para Guadalcanal.

Em 23 de agosto, a 35ª Brigada de Infantaria de Kawaguchi chegou a Truk e embarcaram em lentos navios de transporte para a viagem final a Guadalcanal. O dano feito ao comboio naval de Tanaka durante a Batalha das Ilhas Salomão Orientais levou os japoneses a reconsiderar levar mais tropas para Guadalcanal por meio dos seus transportadores lentos. Ao invés disso, os navios que levaram os homens de Kawaguchi a partir de Rabaul passaram a ser contratorpedeiros baseados nas Ilhas Shortland. Tais navios conseguiam navegar até o "The Slot" (Estreito de Nova Geórgia) para Guadalcanal e voltar em apenas uma noite durante a campanha, minimizando sua exposição aos ataques aéreos Aliados. Esses transportes passaram a ser chamados de "o Expresso de Tóquio" ("Tokyo Express") pelos americanos e foram apelidados de "transporte de ratos" pelos japoneses. Este método foi de certo modo eficiente, levando homens para a luta mas muitos equipamentos pesados, como artilharia, veículos e armamentos leves, foram transportados em pequenas quantidades para Guadalcanal. Além disso, esta atividade desviou o uso de contratorpedeiros da marinha japonesa que, ao invés de proteger a frota, estavam sendo usados para outros fins. Devido a inabilidade ou falta de vontade dos comandantes Aliados de desafiar o poderio naval japonês no mar durante a noite, os japoneses passaram a controlar os mares ao redor das Ilhas Salomão quando o sol se põe. Contudo, quando o dia raiava, os aviões americanos que vinham do campo Henderson, atacavam qualquer embarcação japonesa que ainda estava no mar durante o dia. Esta situação tática continuou por vários meses.
Entre 29 de agosto e 4 de setembro, vários cruzadores leves, contratorpedeiros e barcos de patrulha japoneses conseguiram transportar mais de 5 000 soldados em Taivu Point, incluindo boa parte da 35ª Brigada de Infantaria japonesa, muito do 4º Regimento Aoba e o resto da tropa de Ichiki. O general Kiyotake Kawaguchi, que desembarcou em Taivu, em 31 de agosto de 1942, recebeu o comando geral dos exércitos imperiais japoneses em Guadalcanal. Um comboio de barbaças levou então aproximadamente outros 1 000 homens da brigada de Kawaguchi, sob comando do coronel Akinosuke Oka, para Kamimbo, ao oeste do perímetro de Lunga.

### A batalha de Edson's Ridge

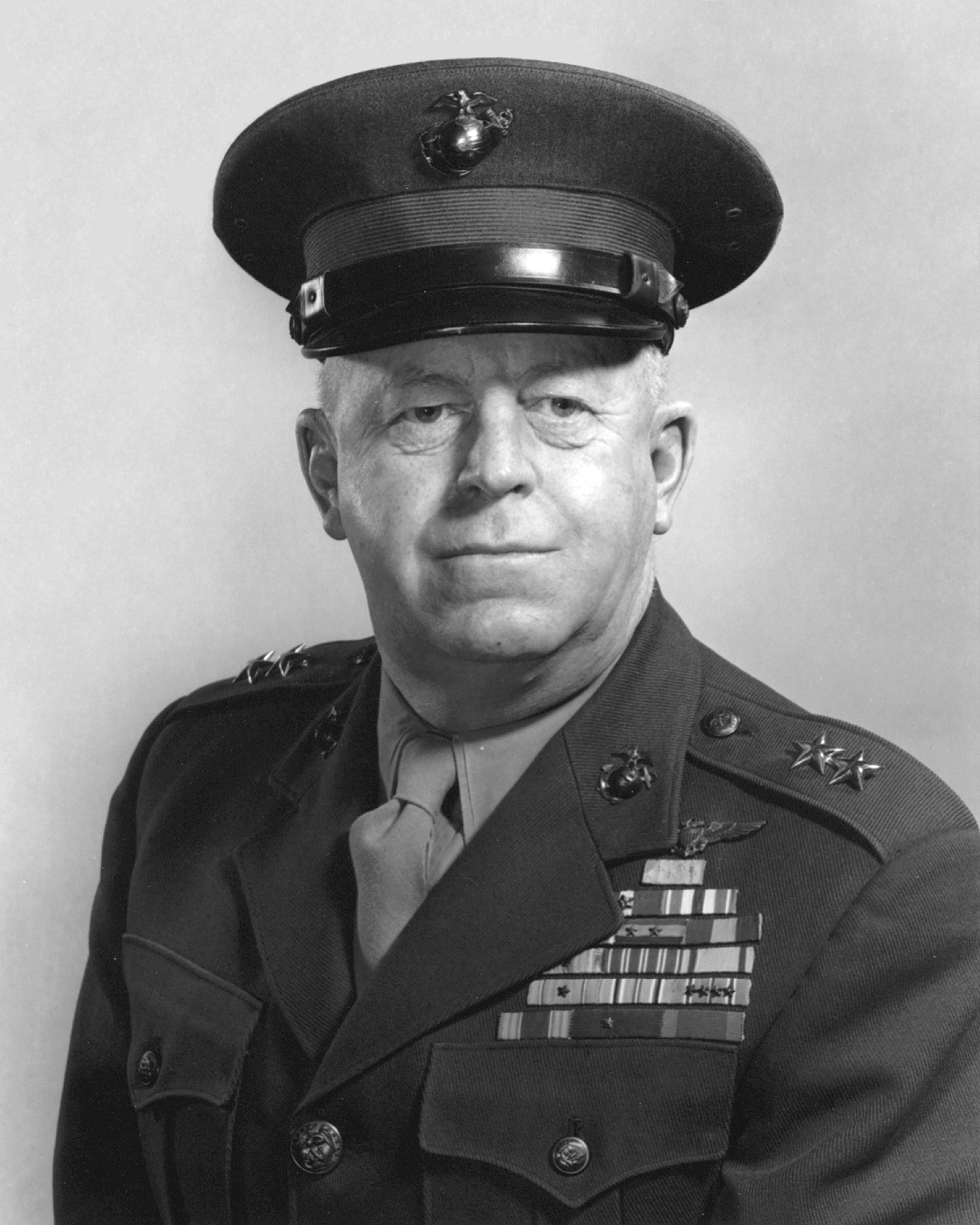
O tenente-coronel americano Merritt A. Edson (aqui fotografado como major-general) liderou seus fuzileiros na batalha de Edson's Ridge, em setembro de 1942.

Em 7 de setembro, o general Kawaguchi idealizou um ataque que, segundo ele, iria "dispersar e aniquilar o inimigo nas cercanias do campo aéreo de Guadalcanal". Para a ofensiva, Kawaguchi dividiu seus homens em três divisões e os lançaria furtivamente em cima do perímetro do Lunga, em um ataque surpresa noturno. As forças do coronel Akinosuke Oka atacariam o perímetro pelo oeste, enquanto a tropa de Ichiki, agora renomeado "Batalhão Kuma", atacariam pelo leste. O ataque principal feito pelas tropas de Kawaguchi, cerca de 3 000 homens divididos em três batalhões, viria do sul do perímetro do Lunga. Essas tropas saíram de Taivu e marcharam a pé até o Lunga Point pela costa. Cerca de 250 soldados japoneses ficaram para trás para proteger a base de suprimentos em Taivu.
Enquanto isso, batedores nativos de Guadalcanal, sob a direção de Martin Clemens, deram aos fuzileiros americanos relatos da movimentação de tropas japonesas em Taivu, próximo a vila de Tasimboko. O coronel Merritt A. Edson estava planejando um ataque contra Taivu. Em 8 de setembro, fuzileiros americanos tomaram Tasimboko e os defensores japoneses remanescentes fugiram para as florestas. Em Tasimboko, as tropas de Edson descobriram os depósitos de munição de Kawaguchi, incluindo grandes estoques de comida, munição, material médico e um poderoso rádio de ondas curtas. Após destruir tudo na área, exceto documentos e equipamentos que podiam ser carregados a mão, os fuzileiros americanos retornaram para o perímetro do rio Lunga. Dados coletados pela inteligência durante esta incursão na região de Taivu informaram aos americanos que, de fato, havia 3 000 soldados japoneses que estavam prontos para se lançar em uma grande ofensiva no Lunga.
Edson, junto com o coronel Gerald C. Thomas, assumiram corretamente que o ataque japonês iria acontecer em uma cumeeira estreita e cheia de grama em um perímetro de 910 m, que corria paralelo ao rio Lunga localizado ao sul do Campo Henderson. A cumeeira, chamada, em inglês, de Lunga Ridge, fornecia uma avenida natural para aqueles que se aproximavam da base aérea. Em 11 de setembro, Edson mandou 840 homens para proteger aquela área.
No anoitecer de 12 de setembro de 1942, o 1º Batalhão de infantaria de Kawaguchi atacou os fuzileiros americanos ao longo do perímetro do rio Lunga, forçando uma companhia americana a recuar para a cumeeira antes de deterem o ataque japonês. Na noite seguinte, Kawaguchi levou seus 3 000 homens para atacar os 830 marine raiders de Edson ao longo do seu perímetro defensivo. O comandante japonês lançou primeiro um ataque no flanco oeste americano, posicionado nas cumeeiras da região. Algumas unidades japonesas conseguiram quebrar as linhas do inimigo mas logo foram detidas enquanto tentavam subir mais nos cumes.
Enquanto isso, o 2º Batalhão de Kawaguchi atacou o sul do cume onde vários homens do coronel Edson estavam, forçando-os a recuar até a Colina 123 no centro das linhas. Os japoneses então lançaram ondas e ondas de ataques, mas os fuzileiros americanos repeliram praticamente todos, usando poder de fogo superior. Em alguns locais, soldados travaram lutas corpo a corpo. Unidades japonesas que conseguiram se infiltrar atrás das linhas para atacar o campo aéreo foram igualmente repelidas. Os ataques dos batalhões Kuma e Oka em outras regiões ao longo do perímetro do Lunga acabaram enfrentando o mesmo destino, sendo repelidos com grandes perdas. Em 14 de setembro, Kawaguchi liderou os sobreviventes de sua tropa em uma marcha de cinco dias a oeste do vale do Matanikau para se juntar ao que sobrou da unidade de Oka. No total, mais de 850 soldados japoneses do general Kawaguchi foram mortos, enquanto os americanos perderam apenas 104 militares.
A 15 de setembro, o general Hyakutake em Rabaul soube da derrota de Kawaguchi e informou o quartel-general imperial da situação. Em uma reunião de emergência feita por comandantes do exército e da marinha foi concordado que "Guadalcanal poderia ser a batalha decisiva da guerra". O resultado da derrota japonesa no perímetro do Lunga causou grandes impactos na estratégia japonesa em outras áreas do Pacífico. Hyakutake percebeu que para enviar materiais e tropas suficientes para derrotar os Aliados em Guadalcanal, ele não teria condições de apoiar as ofensivas na trilha de Kokoda, em Nova Guiné. Hyakutake, com o consentimento do quartel-general, ordenou suas tropas na Nova Guiné, que estavam a 48 km do seu objetivo em Porto Moresby, para recuar até que a "questão de Guadalcanal" estivesse resolvida. Hyakutake se preparou então para mandar mais tropas para Guadalcanal para tentar realizar novos ataques para retomar o Campo Henderson.

### Reforços

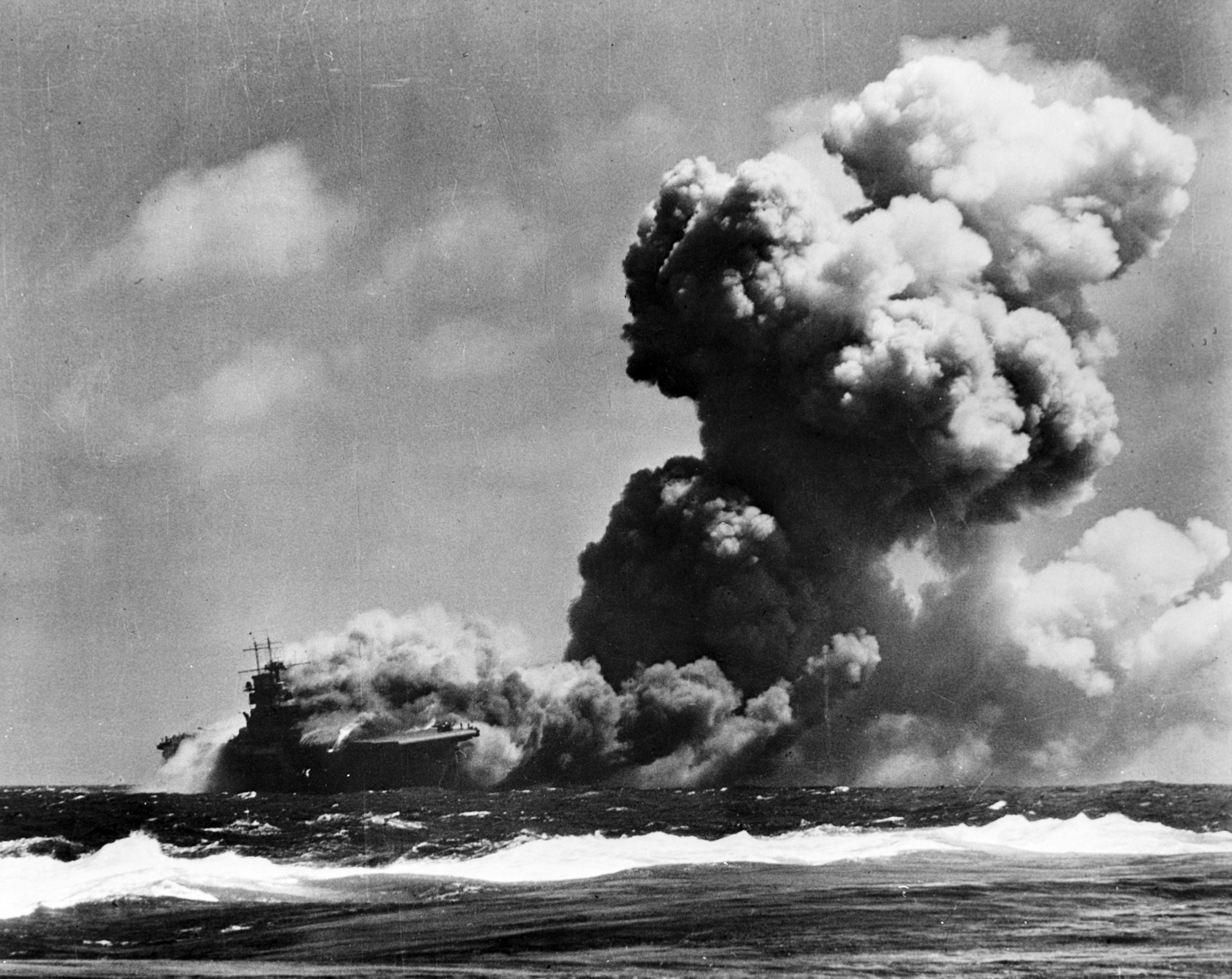
O porta-aviões americano USS Wasp queimando após ser torpedeado por um submarino japonês, em 15 de setembro de 1942.

Enquanto as tropas japonesas se reagrupavam perto de Matanikau, os americanos se concentravam em reforçar e engrossar suas linhas de defesa no Lunga. Em 14 de setembro, o general Alexander Vandegrift moveu outro batalhão, o 3º do 2º Regimento, de Tulagi para Guadalcanal. Quatro dias mais tarde, um comboio naval Aliado desembarcou 4 157 homens de dois regimentos, 137 veículos, mais tendas, combustível, munição, comida e equipamentos de engenharia para reforçar a posição Aliada em Guadalcanal. Esses reforços cruciais permitiram que Vandegrift, no começo de 19 de setembro, estabelecesse uma linha de defesa contínua ao redor do perímetro Lunga.
Enquanto o porta-aviões USS Wasp escoltava um comboio, um submarino japonês (o I-19) o torpedeou e o afundou ao sul de Guadalcanal, deixando apenas um porta-aviões Aliado naquela região (o USS Hornet). Vandegrift também fez mudança na liderança das suas unidades, transferindo para fora da ilha oficiais cujas performances não eram tão boas quanto ele esperava e promoveu aqueles que se excederam para posições de comando. Um deles era o coronel Merritt Edson que foi elevado ao posto de comandante do 5º Regimento de Fuzileiros.
Uma trégua de repente aconteceu sobre os céus de Guadalcanal, com nenhum ataque aéreo japonês acontecendo entre 14 e 27 de setembro devido ao mau tempo. Ambos os lados aproveitaram a pausa para reforçar suas fileiras com mais aeronaves. Os japoneses trouxeram mais 85 aviões caças e bombardeiros para suas unidades aéreas em Rabaul, enquanto os americanos se reforçaram com 23 novas aeronaves em Campo Henderson. Em 20 de setembro, os japoneses contavam com 117 aviões ainda operacionais em Rabaul, enquanto os Aliados tinham 71 em Henderson. O combate aéreo sobre Guadalcanal recomeçou a todo o vapor em 27 de setembro quando os japoneses lançaram um maciço ataque aéreo contra as posições Aliadas pela ilha, mas foram contestados por aviões americanos.
Os japoneses começaram então a planejar uma nova ofensiva para reconquistar o Campo Henderson. O regimento Aoba desembarcou na baía de Kamimbo no ponto oeste de Guadalcanal em 11 de setembro, mas não haviam se juntado ao ataque de Kawaguchi. Nesta altura, esses homens se juntaram aos soldados que se retiravam para além do Matanikau. O expresso de Tóquio trouxe reforços em 14, 20, 21 e 24 de setembro, trazendo comida e munição, além de 280 homens do 1º Batalhão do regimento Aoba, de Kamimbo para Guadalcanal. Enquanto isso, a 2º e 38ª divisões do exército japonês foram transportados das Índias Orientais Holandesas ocupadas para Rabaul, começando em 13 de setembro. Os japoneses planejavam transportar 17 500 tropas dessas duas divisões para Guadalcanal para uma nova ofensiva no perímetro do Lunga, a começar em 20 de outubro de 1942.

### Combates ao longo do Matanikau

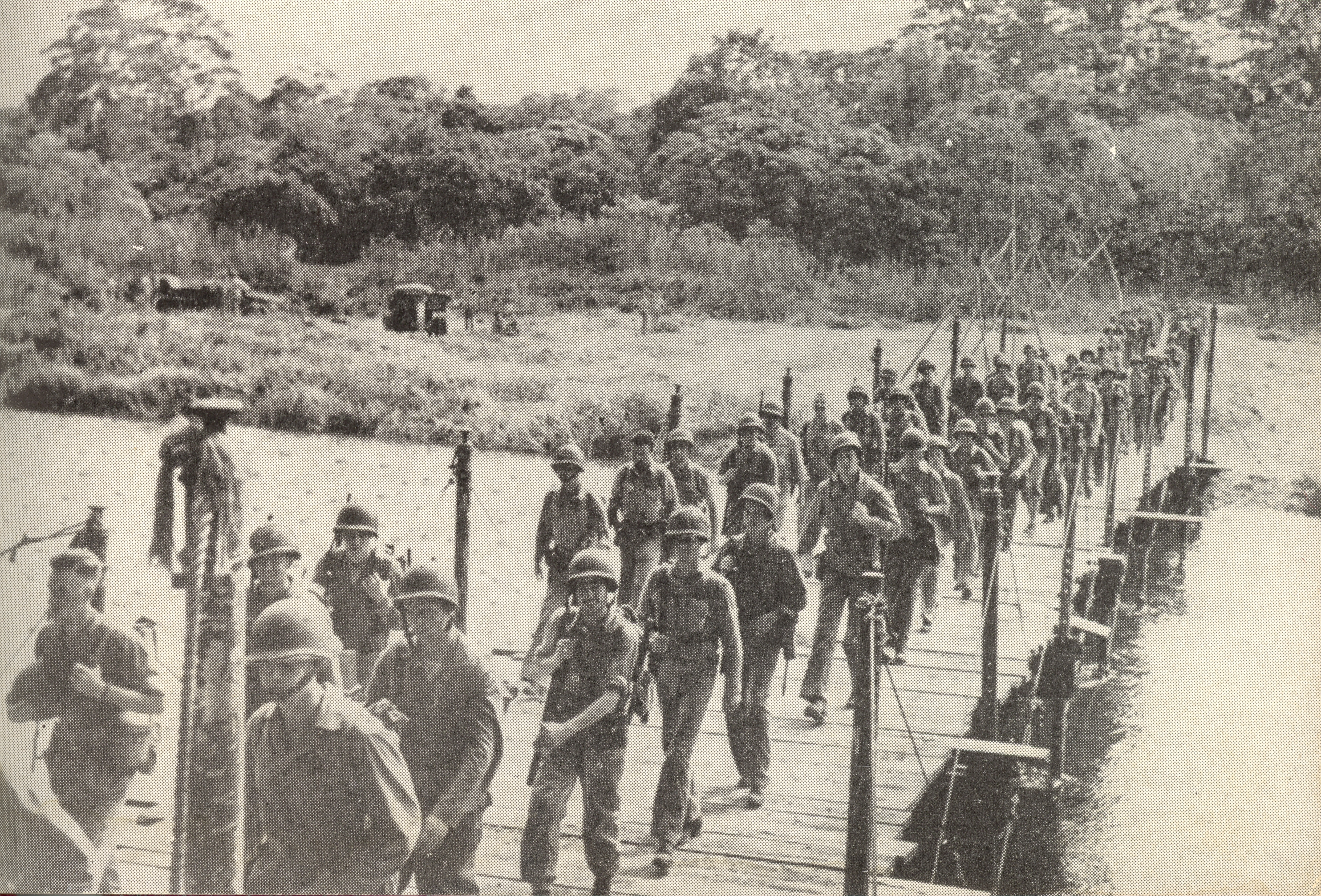
Fuzileiros navais americanos atravessando um rio no interior de Guadalcanal, em 1942.

Vandegrift e sua equipe de comando sabiam que o general Kawaguchi havia retirado suas tropas para a área oeste do Matanikau e numerosos grupos de japoneses haviam se dispersado na área do perímetro de Lunga até o rio Matanikau. Vandegrift, então, decidiu conduzir uma série de pequenas operações com unidades não muito grandes ao redor do vale de Matanikau. O objetivo dessas ações era limpar toda a região a leste do rio Matanikau da presença de tropas japonesas e impedir também que eles se reagrupassem para se juntar as forças que atacavam o perímetro dos fuzileiros no Lunga Point.
A primeira operação americana ao longo do Matanikau aconteceu entre 23 e 27 de setembro por elementos de três batalhões de fuzileiros americanos, em um ataque contra posições japonesas a oeste do Matanikau, mas foram repelidos por tropas de Kawaguchi sob comando do coronel Akinosuke Oka. Durante este confronto, três companhias de Marine foram cercadas por soldados japoneses em Point Cruz e sofreram pesadas baixas, mas conseguiram escapar.
A segunda ação significativa aconteceu entre 6 e 9 de outubro. Nela, uma grande tropa de fuzileiros estadunidenses cruzou o rio Matanikau e atacaram elementos da 2ª Divisão de infantaria japonesa sob comando dos generais Masao Maruyama e Yumio Nasu, e infligiram pesadas baixas neles. Os japoneses tiveram de recuar, abandonando suas posições a leste do Matanikau. Isso atrapalhou todos os planos japoneses de lançar grandes ofensivas novas ao longo do perímetro do Lunga.
Entre 9 e 11 de outubro, homens do 1º Batalhão do 2º Regimento de Fuzileiros americanos atacaram duas pequenas posições do exército japonês em Gurabusu e Koilotumaria, próximo da Baía de Aola, a cerca de 48 km a leste do perímetro do Lunga. Estes ataques deixaram 35 japoneses mortos, ao custo de 20 americanos (17 fuzileiros e 3 marinheiros).
No geral, as ações ao longo do Matanikau deixaram 750 soldados japoneses mortos, enquanto os americanos perderam 154 homens. O resultado foi mais uma vitória tática dos Aliados.

### A batalha do Cabo Esperança
Durante a última semana de setembro e o começo de outubro, o "expresso de Tóquio" levou tropas da 2ª Divisão de infantaria japonesa até Guadalcanal. A marinha do Japão prometeu apoiar as ofensivas planejadas pelo exército, entregando os soldados, equipamentos e suprimentos na ilha, e ainda aumentando a frequência dos bombardeios ao Campo aéreo de Henderson pelo ar e pelo mar.

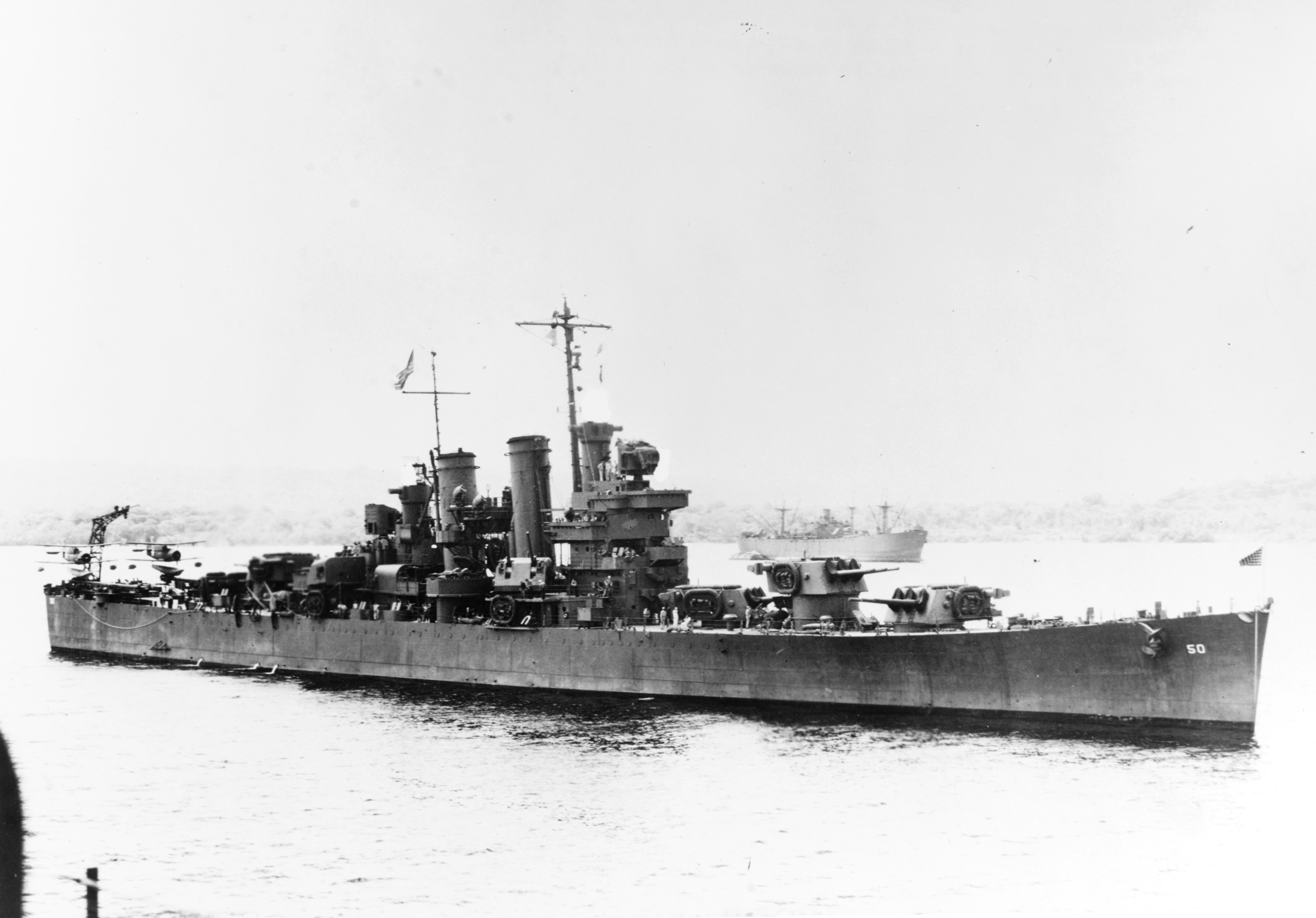
O cruzador americano, parte da Força Tarefa 64, sob comando do almirante Norman Scott.

Neste meio tempo, Millard F. Harmon, comandante do exército dos Estados Unidos no sul do Pacífico, convenceu o almirante Robert L. Ghormley de que os fuzileiros em Guadalcanal precisavam ser reforçados imediatamente se os Aliados quisessem defender a ilha da esperada próxima ofensiva japonesa. Assim, em 8 de outubro, cerca de 2 837 homens do 164º Regimento de infantaria do exército embarcassem em navios e deixassem Nova Caledônia para irem até Guadalcanal e deveriam chegar em 13 de outubro. Para proteger estes navios de transporte, Ghormley ordenou que a Força Tarefa 64, que consistia de quatro cruzadores e cinco contratorpedeiros, sob comando do almirante Norman Scott, interceptasse e destruísse qualquer embarcação japonesa que se aproximasse de Guadalcanal e ameaçasse o comboio de transporte.
A 8ª Frota da marinha japonesa, sob comando do almirante Gunichi Mikawa, preparou uma grande e importante missão de transporte para a noite de 11 de outubro. Dois navios de apoio e seis contratorpedeiros japoneses levaram 728 soldados, além de artilharia e munição, para Guadalcanal. Ao mesmo tempo, numa operação separada, três cruzadores pesados e dois contratorpedeiros, sob comando do almirante Aritomo Gotō, foram bombardear o Campo Henderson com munição explosiva. Como a marinha dos Estados Unidos era limitada em seus esforços de impedir que o "expresso de Tóquio" levasse suprimentos para Guadalcanal, os japoneses não esperavam oposição por parte dos Aliados durante a noite.
Então, antes da meia-noite de 11 de outubro de 1942, o navio de guerra do almirante Norman Scott detectou a frota de Gotō no radar próximo a entrada do estreito entre a Ilha de Savo e Guadalcanal. A força de Scott tomou posição e esperou atacar os navios de Gotō pelo flanco, onde não esperavam um ataque. Ao abrir fogo, os navios de Scott afundaram um cruzador e um contratorpedeiro japonês, danificando uma terceira embarcação, ferindo gravemente o próprio almirante Gotō, forçando sua frota a bater em retirada. Durante a troca de tiros, um dos contratorpedeiros americanos foi afundado também e dois outros navios sofreram extensos danos. Neste meio tempo, o comboio japonês que levava suprimentos para Guadalcanal conseguiu entregar sua carga e começou a viagem de volta sem serem molestados.
Na manhã de 12 de outubro, quatro contratorpedeiros japoneses do comboio de suprimentos deram meia volta para ajudar o almirante Gotō em sua retirada. Aviões dos Aliados, que vinham do Campo Henderson, atacaram e afundaram mais duas embarcações japonesas. Após esta derrota significativa, os japoneses não conseguiram evitar que o exército dos Estados Unidos desembarcasse homens e suprimentos em Guadalcanal.

### Campo Henderson

#### Bombardeios
Apesar da vitória americana na batalha do Cabo Esperança, os japoneses continuaram com seus planos e preparações para uma grande ofensiva em Guadalcanal para outubro. Eles decidiram quebrar sua regra de usar apenas navios rápidos para transportar tropas e suprimentos. Em 13 de outubro, um comboio naval de seis navios partiu para Guadalcanal. Eles carregavam 4 500 tropas do 16º e o 230º Regimento de infantaria imperial, incluindo fuzileiros navais, duas baterias de artilharia e uma companhia de tanques.

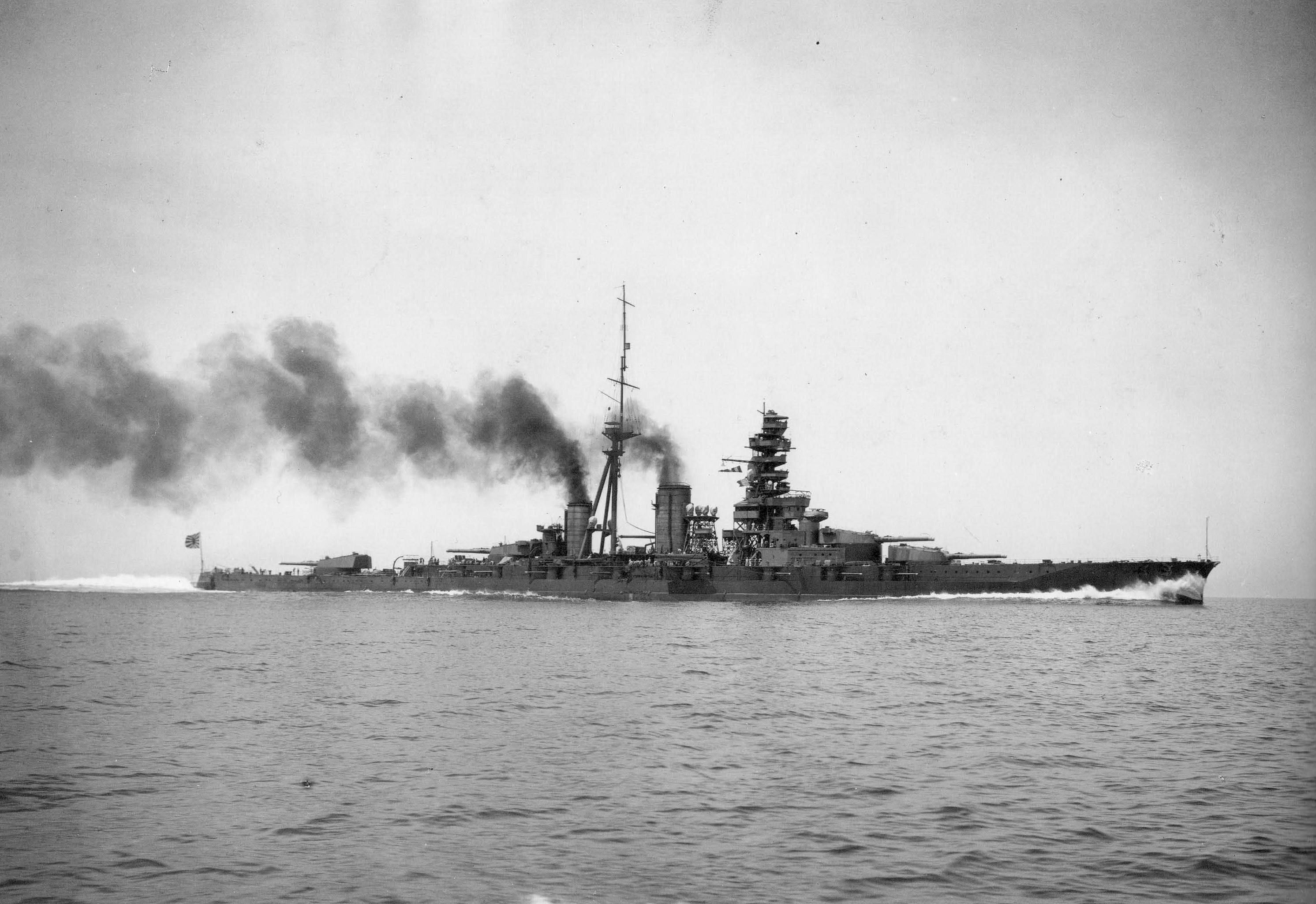
O couraçado japonês Haruna.

Para proteger os novos comboios de suprimento, o almirante Yamamoto enviou dois cruzadores de batalha de Truk para bombardear o Campo Henderson. As 01h33 de 14 de outubro, os couraçados Kongō e Haruna, escoltados por dez navios (um cruzador leve e nove contratorpedeiros), chegaram em Guadalcanal e abriram fogo contra o Campo Henderson a uma distância de 16 000 metros. Em um período de uma hora e 23 minutos, os dois cruzadores de batalha dispararam 973 cartuchos de 14 mm no perímetro do Lunga, caindo numa área de 2 200 m do campo aéreo. Muitos dos cartuchos eram de fragmentação, feitos para destruir alvos terrestres numa grande área. O bombardeio danificou as pistas de pouso, queimou boa parte do combustível das aeronaves Aliadas e destruiu 48 dos 90 aviões da Força Aérea Cactus, matando 41 militares, incluindo seis pilotos. A força de cruzadores japoneses retornou então imediatamente para Truk.
Apesar do extenso bombardeio, o pessoal no Campo Henderson foi capaz de realizar os consertos necessários na pista para deixa-la operacional em poucas horas. Dezessete SBDs e vinte F4F Wildcat americanos voaram de Espiritu Santo para reforçar Campo Henderson e cargueiros também levaram combustível extra. Agora cientes da aproximação de um comboio japonês trazendo reforços, as forças americanas lançaram seus aviões contra eles sem muito efeito.

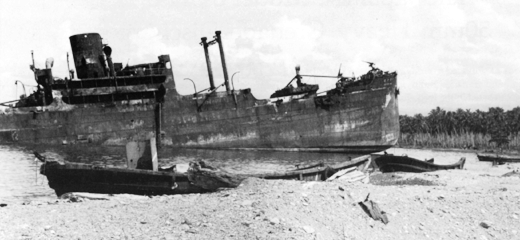
Um navio de transporte japonês destruído pela aviação Aliada em Tassafaronga, nas Ilhas Salomão, em 15 de outubro de 1942.

O comboio japonês foi de Tassafaronga a Guadalcanal na meia-noite de 14 de outubro de 1942 e começaram a desembarcar sua carga e soldados. No dia seguinte, aeronaves da Força Aérea Cactus, partindo do Campo Henderson, bombardearam o comboio japonês perto das praias, destruindo três cargueiros. A maioria dos outros navios partiram no anoitecer, tendo desembarcado todas as tropas que tinham e cerca de dois-terços dos equipamentos e suprimentos que também carregavam. Os cruzadores japoneses continuaram a bombardear Henderson nas noites seguintes, destruindo várias aeronaves Aliadas, mas não causando danos tão substanciais ao campo aéreo.

#### Batalha pelo Campo Henderson
Entre 1 e 17 de outubro, os japoneses desembarcaram 15 000 tropas em Guadalcanal, dando ao general Hyakutake um total de mais de 20 000 homens disponíveis para a ofensiva planejada. Como eles haviam perdido suas posições ao leste de Matanikau, os japoneses decidiram atacar o perímetro de defesa americano ao longo da costa. Assim, Hyakutake decidiu que seu principal ataque aconteceria ao sul do Campo. A 2ª Divisão imperial, sob comando do tenente-general Masao Maruyama e composta por 7 000 soldados divididos em três regimentos de três batalhões, deveria marchar pela floresta e atacar as defesas americanas pelo sul, próximo da margem leste do rio Lunga. A data para a ofensiva foi acertada para 22 de outubro, mas foi então adiada para o dia seguinte. Para distrair os americanos, Hyakutake usou artilharia pesada e cinco batalhões de infantaria (cerca de 2 900 homens) sob comando do major-general Tadashi Sumiyoshi para atacar pelo oeste. Os japoneses deduziram, erroneamente, que os americanos tinham apenas 10 000 soldados na ilha, quando de fato eles tinham pelo menos 23 000 militares na região.

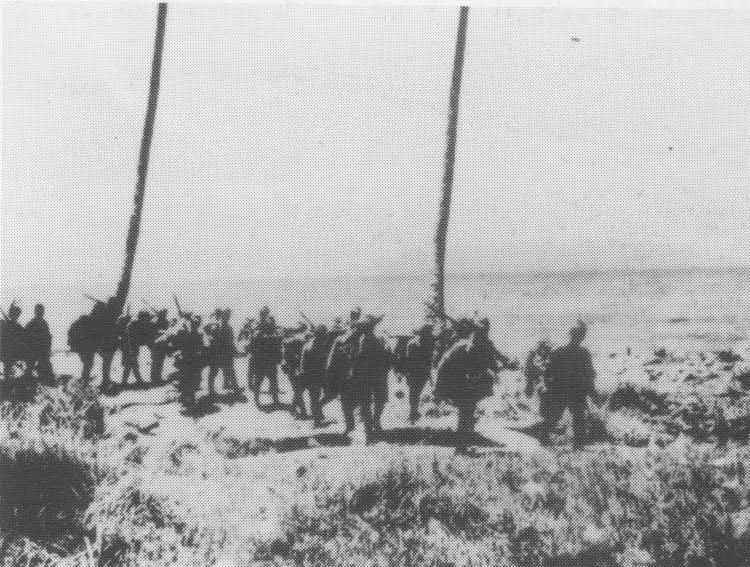
Tropas japonesas do 4º Regimento de infantaria "Aoba" marchando em Guadalcanal.

Em 12 de outubro, uma companhia de engenheiros japoneses começaram a fazer uma trilha, chamada de "Estrada Maruyama", do Matanikau até a parte mais ao sul do perímetro americano no Lunga. A trilha de 24 km cortava terreno difícil no meio de Guadalcanal, incluindo rios, riachos, ravinas lamacentas, cumes íngremes e densas florestas. Entre 16 e 18 de outubro, a 2ª Divisão japonesa começou sua marcha pela estrada Maruyama. Quase uma semana depois, estes soldados ainda estavam com dificuldades de atravessar as florestas para chegar nas posições americanas. Então, ao saber que suas tropas avançadas ainda não estavam em posição, Hyakutake adiou o ataque em 24 horas. Naquela altura, os americanos ainda não sabiam da aproximação das tropas do general Maruyama.
O general Tadashi Sumiyoshi foi então informado da decisão de Hyakutake de adiar a ofensiva para 24 de outubro, mas não conseguiu contactar suas tropas para informa-los da ordem de adiamento. Assim, no crepúsculo de 23 de outubro, dois batalhões do 4º Regimento de infantaria imperial e nove tanques de guerra da 9ª Companhia atacaram os americanos na boca do Matanikau. Sem muitas dificuldades, os fuzileiros americanos usaram artilharia, canhões e armas pequenas para repelir estes agressores, destruindo todos os blindados do inimigo e matando a maioria dos seus soldados.

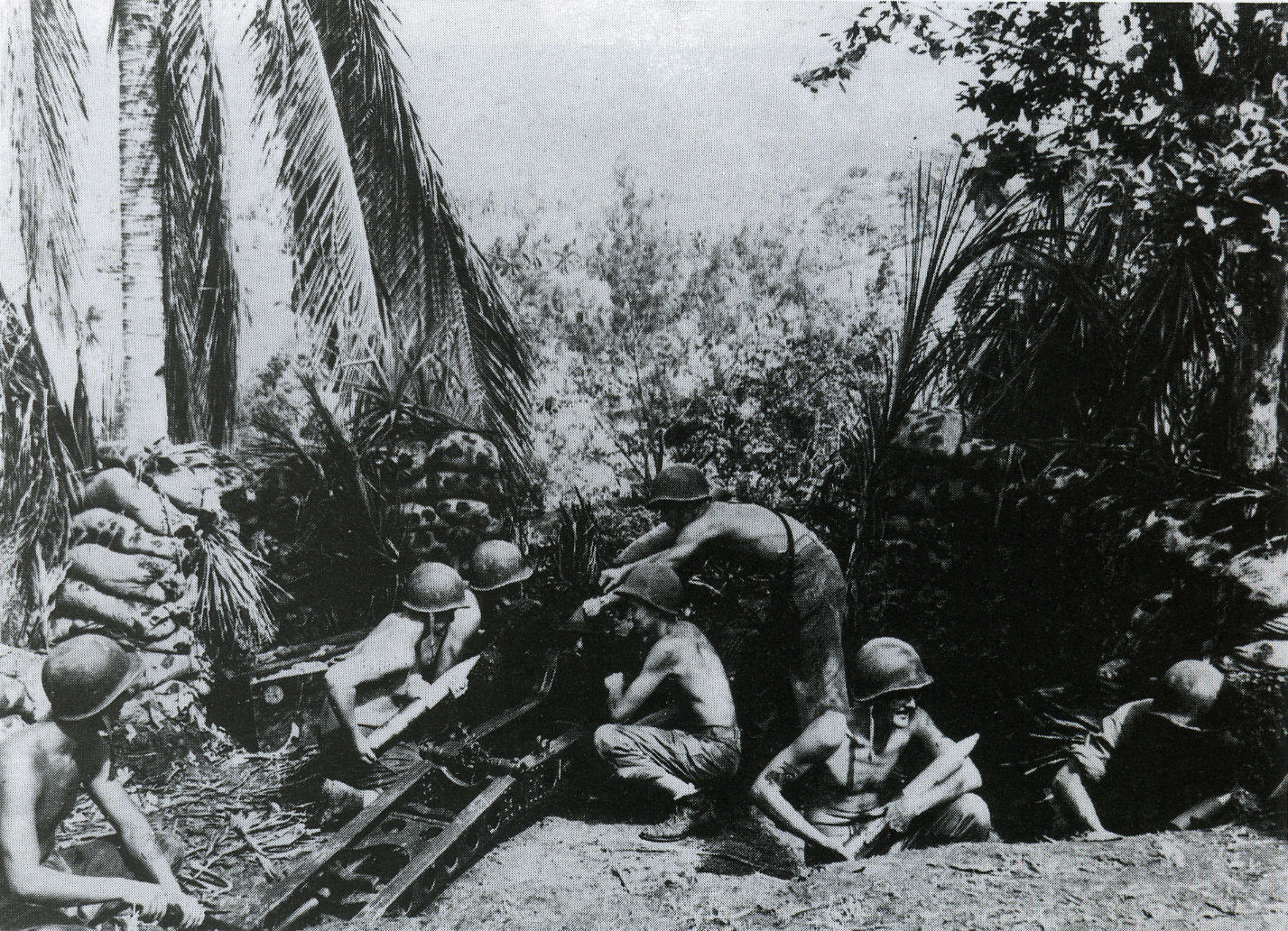
Fuzileiros americanos, do 11º Regimento, com seu canhão de 75mm.

Finalmente, a 24 de outubro, as forças de Maruyama chegaram no perímetro americano ao longo do Lunga. Por duas noites consecutivas, as tropas japonesas lançaram várias ondas de ataques frontais contra as posições dos fuzileiros americanos do 1º Batalhão do 7º Regimento, sob comando do tenente-coronel Chesty Puller, e soldados do exército do 3º Batalhão, 164º Regimento de infantaria, comandado pelo tenente-coronel Robert Hall. Todas essas investidas terminaram em grande fracasso, com os japoneses sofrendo pesadas baixas no processo. Os americanos usaram armas pequenas, metralhadoras, morteiros, artilharia pesada e metralhas antitanque de 37 mm M3, lançando poder de fogo devastador na infantaria inimiga. Ainda assim, algumas pequenas unidades japonesas conseguiram passar pelas defesas americanas, mas foram perseguidos e mortos pelos fuzileiros americanos dentro da floresta nos dias seguintes. No total, mais de 1 500 soldados do general Maruyama foram mortos, enquanto os americanos perderam apenas 60 homens. Os céus acima do Campo Henderson também viram grandes batalhas aéreas, com os aviões Aliados abatendo quatorze aeronaves japonesas. Eles então voltaram sua atenção para os navios inimigos que disparavam da costa. Um cruzador leve japonês acabou sendo afundado também.

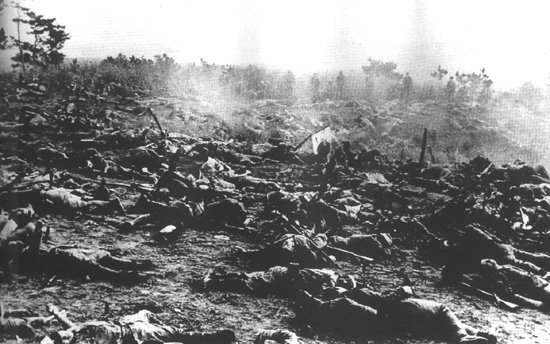
Soldados japoneses, da 2ª Divisão de infantaria, mortos após os fracassados ataques de 25–26 de outubro.

Em 26 de outubro, os japoneses tentaram lançar outras ofensivas para quebrar as linhas americanas, mas foram igualmente mal sucedidos, sofrendo grandes perdas. Como resultado, neste mesmo dia, Hyakutake cancelou todas as outras ordens de ataque e autorizou uma retirada. Cerca de metade dos homens de Maruyama que sobreviveram a luta receberam instruções de recuar subindo pelo Vale do Matanikau, enquanto o que sobrou do 23º Regimento de Infantaria, sob comando do coronel Toshinari Shōji, recebeu ordens de ir até o Koli Point, a leste do perímetro do Lunga. Em 4 de novembro, as primeiras unidades da 2ª Divisão chegaram a Kokumbona, no oeste do Matanikau. No mesmo dia, a tropa de Shōji chegou no Koli Point. Decimados pelas baixas que sofreram na batalha, além de assolados por fome e doenças, a 2ª Divisão de infantaria japonesa não tinha mais condições de permanecer na ofensiva e acabaram tendo que ficar na defensiva pelo resto da campanha em Guadalcanal. Estima-se que, no total, nos três dias da batalha pelo Campo Henderson, cerca de 2 200 a 3 000 soldados japoneses foram mortos em ação. Já os americanos contabilizaram apenas 80 mortes em combate no mesmo período.

### Batalha das Ilhas Santa Cruz
Ao mesmo tempo que o general Hyakutake atacava os americanos no perímetro do Lunga, uma frota de porta-aviões japoneses e vários poderosos navios de guerra seus, sob comando do almirante Isoroku Yamamoto, se aproximaram do sul das Ilhas Salomão. Desta localização, a força naval japonesa esperava engajar e decisivamente derrotar a esquadra naval Aliada (formado principalmente por navios americanos) na região. O objetivo maior, contudo, era neutralizar os porta-aviões dos Estados Unidos, abrindo caminho para que seus navios pudessem se aproximar da costa e dar apoio a ofensiva terrestre de Hyakutake. A força naval americana na área estava sob comando do almirante William Halsey, Jr., que também planejava encontrar e destruir a frota japonesa. O almirante Nimitz havia substituído Ghormley por Halsey em 18 de outubro, pois este tinha uma visão mais otimista da luta.

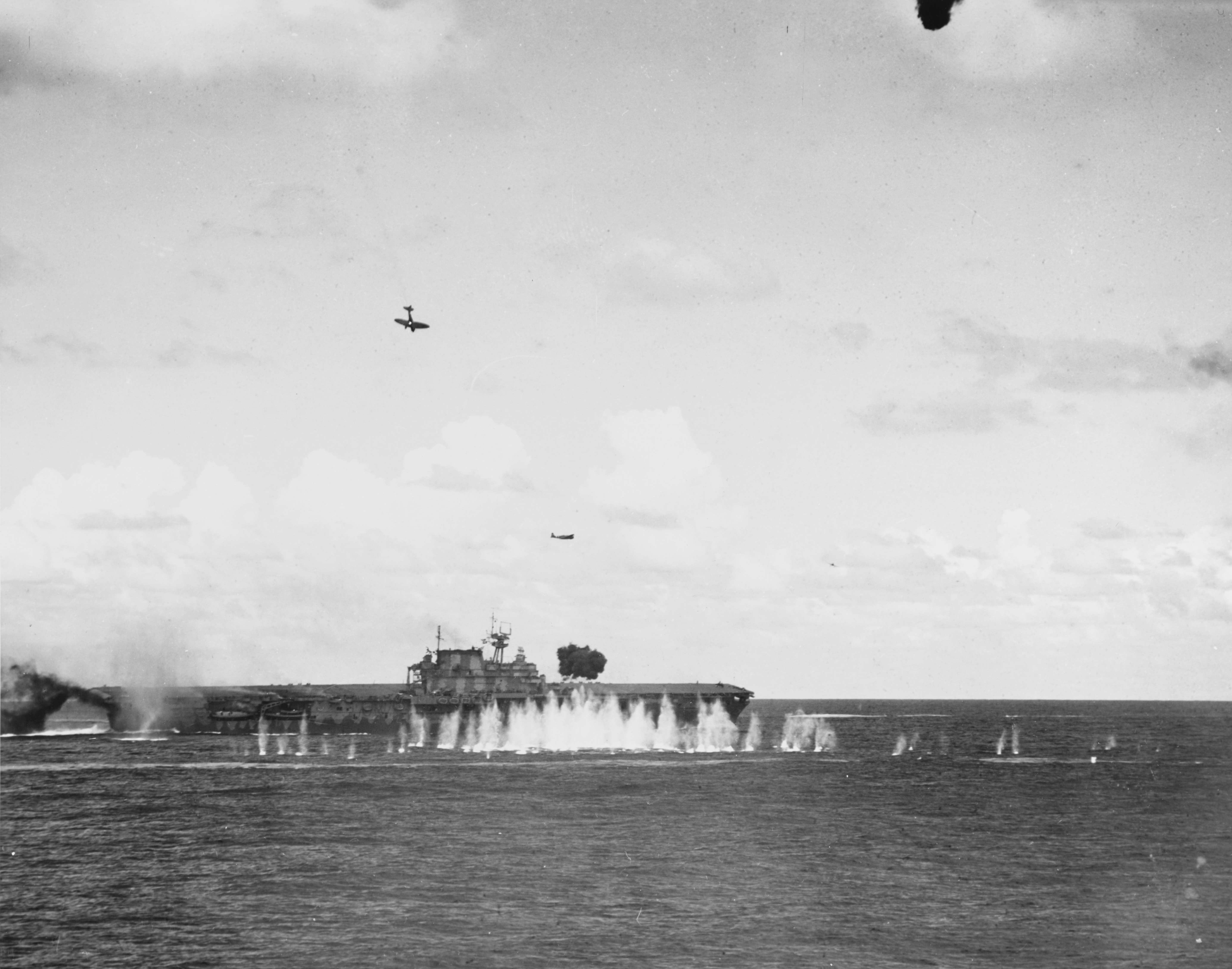
O porta-aviões americano USS Hornet sob ataque e sendo gravemente danificado por aeronaves japonesas, em 26 de outubro de 1942.

As duas frotas se confrontaram na manhã de 26 de outubro, no que ficou conhecido como a Batalha das Ilhas Santa Cruz. Aeronaves dos porta-aviões de ambos os lados se digladiaram em ferozes combates aéreos e também atacavam as embarcações do inimigo, que retaliavam com fogo de armas antiaéreas. Os Aliados tiveram de recuar quando um dos seus porta-aviões (o Hornet) foi afundado e outro (o Enterprise) fora danificado gravemente. Os japoneses, contudo, não celebraram este fato pois eles também sofreram grandes perdas, com vários de seus aviões sendo derrubados e muitos pilotos morreram, além de três navios de guerra (incluindo um porta-avião) foram extensamente avariados. Apesar da vitória tática, a marinha do Japão sentiu mais suas perdas, perdendo vários pilotos veteranos e tripulações bem treinadas, enquanto os americanos podiam repor suas perdas (em termos de números e qualidade) muito mais facilmente. De fato, os japoneses nunca conseguiram substituir os bons pilotos que morreram em Guadalcanal e isso foi importante para o andamento da guerra como um todo. Danificados e exauridos, os porta-aviões japoneses não tomariam mais ações significativas pelo resto da campanha.

### Combates terrestres em novembro
Com o propósito de explorar sua vitória na batalha pelo campo Henderson, Vandegrift enviou seis batalhões de fuzileiros e um do exército, em uma ofensiva a oeste do Matanikau. O comando desse ataque ficou com Merritt Edson o objetivo principal era capturar Kokumbona, o quartel-general do 17º Corpo do exército japonês, a oeste de Point Cruz. Defendendo essa área, havia o 4º Regimento de infantaria sob comando do coronel Nomasu Nakaguma. Esta unidade estava desfalcada devido as perdas sofridas em combate e as doenças tropicais.

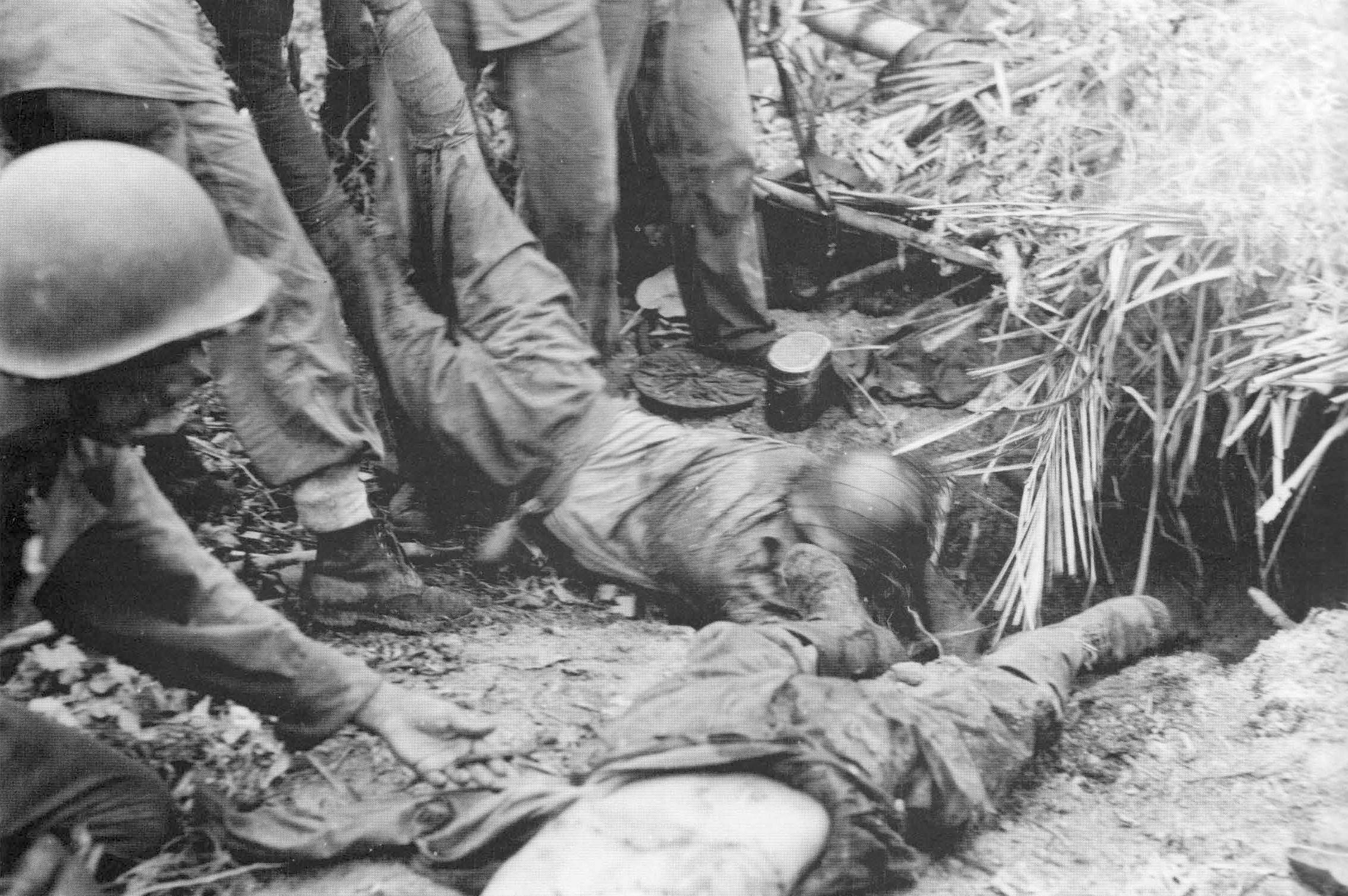
Fuzileiros americanos arrastando os corpos de soldados japoneses de um bunker em Point Cruz após uma batalha na região, em novembro de 1942.

A ofensiva americana começou em 1 de novembro e, após alguma dificuldade, foi bem sucedida em destruir as defesas japonesas em Point Cruz em apenas dois dias. Os americanos pareciam estar a beira de quebrar as linhas japonesas e capturar Kokumbona. Porém, no mesmo período, tropas estadunidenses se depararam com uma unidade japonesa recém chegada próximo do Koli Point no lado leste do perímetro do Lunga. Para enfrentar esta ameaça, Vandegrift ordenou que a ofensiva de Matanikau fosse pausada em 4 de novembro. Cerca de 71 soldados americanos e em torno de 400 japoneses haviam morrido nessa luta.
Em Koli Point, no amanhecer de 3 de novembro, cinco contratorpedeiros japoneses desembarcaram 300 soldados para apoiar o major-general Toshinari Shōji e sua exaurida unidade que estava tremendamente desfalcada após a batalha pelo Campo Henderson. Ao descobrir esta movimentação, Vandegrift enviou um batalhão de fuzileiros, comandado pelo general Herman H. Hanneken, para interceptar os japoneses em Koli, mas os americanos foram repelidos de volta para o perímetro do Lunga. Em resposta a este revés, Vandegrift ordenou que o coronel Chesty Puller e os seus fuzileiros, apoiados por dois batalhões do exército, junto com as tropas de Hanneken, avançassem contra Koli Point para destruir as forças japonesas lá.
Quando tropas americanas começaram a se mexer, o general Shōji e seus soldados chegaram no Koli Point e firmaram posições. A 8 de novembro, as tropas americanas começaram a cercar as forças de Shōji no córrego Gavaga, próximo de Koli Point. Neste meio tempo, Hyakutake ordenou que Shōji abandonasse sua posição em Koli e reforçasse as tropas japonesas em Kokumbona na área de Matanikau. Uma lacuna estava aberta nas margens pantanosas dos córregos da região ao sul das linhas americanas. Então, entre 9 e 11 de novembro, Shōji e seus 3 000 soldados se emaranharam na densa floresta e iniciaram sua fuga. No dia 12, os americanos cercaram as tropas que não conseguiram fugir e destruíram as forças japonesas remanescentes. Os americanos contaram entre 450 e 475 corpos de soldados japoneses mortos em Koli Point e capturaram boa parte do equipamento pesado de Shōji e suas provisões. Os estadunidenses contabilizaram 40 militares mortos e outros 120 feridos na operação.

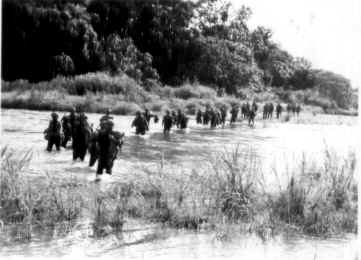
Os raiders de Carlson cruzando um rio em Guadalcanal, em novembro de 1942.

Enquanto isso, a 4 de novembro, duas companhias do 2º Batalhão de Marine Raiders, sob comando do tenente-coronel Evans Carlson, desembarcaram na Baía de Aola, 64 km a leste de Lunga Point. Os raiders de Carlson, junto com tropas do exército do 147º Regimento de infantaria, deveriam fornecer seguranças para os 500 Seabees que tentavam reconstruir o campo aéreo na sua região. O esforço para construir o campo aéreo em Aola foi eventualmente abandonado ao fim de novembro devido ao terreno ruim.
Em 5 de novembro, Vandegrift ordenou que o coronel Carlson e seus fuzileiros raiders marchassem de Aola e atacassem as tropas do general japonês Toshinari Shōji que fugiam de Koli Point. Carlson liderou seus homens em uma grande patrulha de 29 dias da baía de Aola até o perímetro do rio Lunga. Nessas patrulhas, os raiders travaram várias batalhas pontuais com os homens de Shōji que recuavam, matando pelo menos 500 deles, sofrendo apenas 16 baixas no processo. Além das perdas sofridas nos combates, os japoneses sofriam constantemente devido as doenças tropicais e a fome. Quando Shōji finalmente chegou no Lunga, em meados de novembro, a metade de distância do rio Matanikau, menos 1 300 de seus homens (dos mais de 3 500 que ele tinha duas semanas antes) estavam vivos, ainda que não nas melhores condições. Depois, quando Shōji finalmente alcançou a posição do 17º exército imperial a oeste do Matanikau, entre 700 e 800 dos seus soldados haviam sobrevivido. O que sobrou de suas forças foram se posicionar nas montanhas de Austen e na parte superior do rio Matanikau.
Novos comboios do "expresso de Tóquio" chegaram em Guadalcanal nos dias 5, 7 e 9 de novembro, trazendo reforços da 38ª Divisão de infantaria japonesa, contando com unidades do 228º Regimento imperial. Essas novas tropas foram posicionadas nas áreas de Point Cruz e do Matanikau e conseguiram resistir a ataques americanos em 10 e 18 de novembro. A linha de batalha se estendeu para o oeste de Point Cruz nas próximas seis semanas.

### A batalha pelo mar de Guadalcanal
Após a derrota na batalha pelo Campo Henderson, o exército imperial japonês planejou outra ofensiva para retomar o campo aéreo em novembro 1942, mas eram necessários reforços para que qualquer nova operação pudesse ser lançada. O exército pediu ajuda do almirante Isoroku Yamamoto para trazer reforços para Guadalcanal. Yamamoto enviou onze grandes navios de transporte para levar 7 000 homens da 38ª Divisão de infantaria, junto com sua munição, comida e equipamentos pesados, de Rabaul para Guadalcanal. Ele também providenciou uma escolta de navios de guerra, incluindo dois couraçados, o Hiei e o Kirishima, equipados com cartuchos de fragmentação, para bombardear o Campo Henderson nas noites de 12 e 13 de novembro, para inutiliza-lo e destruir os aviões estacionados lá. Contestar o poderio aéreo Aliado era importante pois os transportes japoneses eram grandes, lentos e vulneráveis a ataques e demorariam para chegar em Guadalcanal e desembarcar sua carga. A frota japonesa seria comandado pelo couraçado Hiei e o recém promovido vice-almirante Hiroaki Abe.

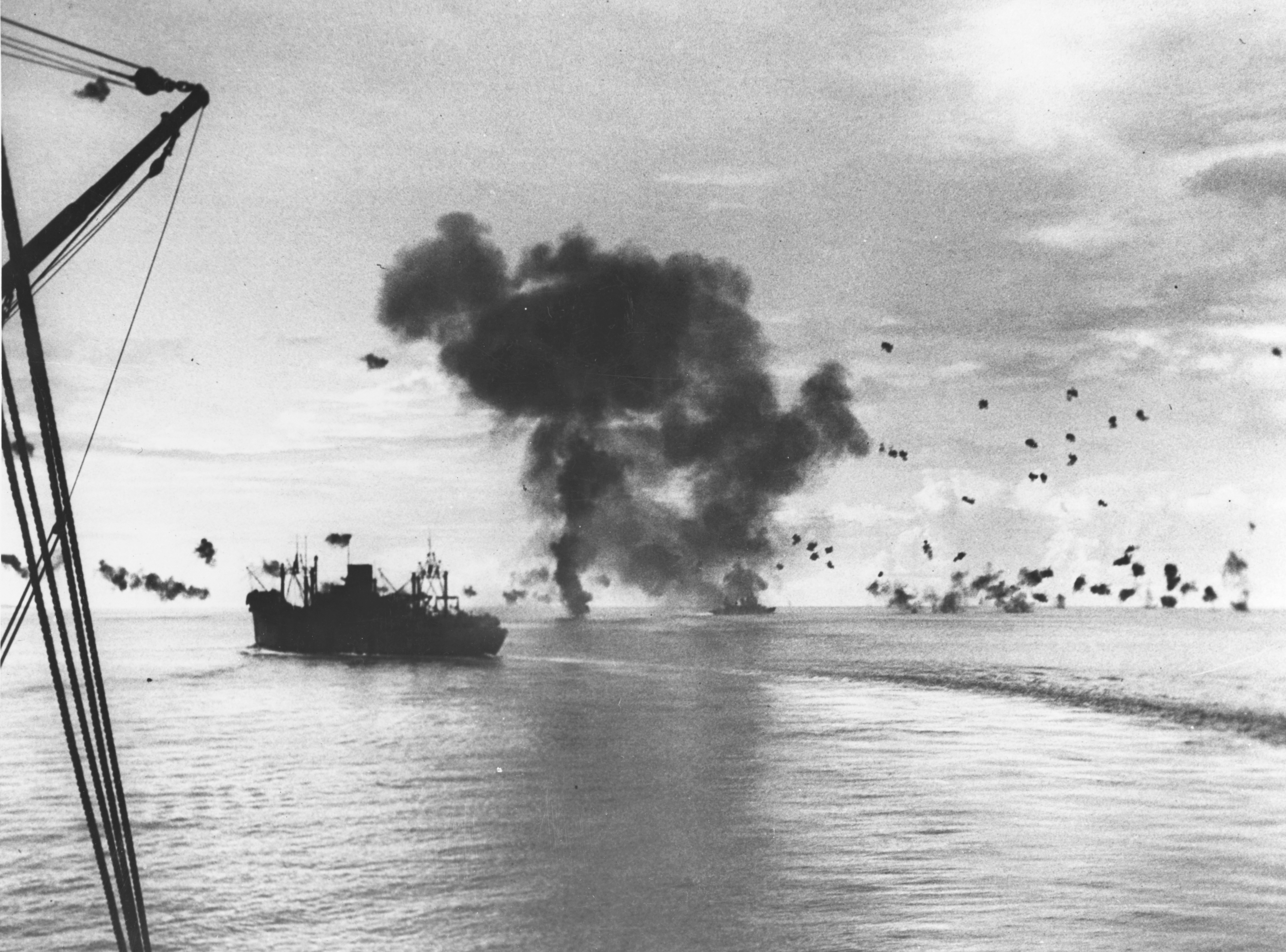
A frota americana sendo atacada por bombas de aviões japoneses. No fundo, o cruzador USS San Francisco sendo alvejado, em 12 de novembro de 1942.

No começo de novembro, serviços de inteligência dos Aliados souberam das preparações japonesas para tentar retomar o Campo Henderson. Assim, os Estados Unidos enviaram a Força Tarefa 67, uma frota da marinha, comandada pelo almirante Turner, levando dois batalhões de infantaria do exército (totalizando 5 500 homens extras), munição e comida, que partiu para Guadalcanal em 11 de novembro. Os navios de suprimentos eram protegidos por dois grupos de navios de guerra, comandados pelos almirantes Daniel J. Callaghan e Norman Scott, e por esquadrilhas de aviões vindos de Campo Henderson. Os japoneses lançaram várias ondas de aeronaves, de sua base em Rabaul, contra a frota americana entre 11 e 12 de novembro, mas os navios estadunidenses conseguiram desembarcar boa parte de sua carga.
Aeronaves de reconhecimento americanas perceberam a aproximação dos navios de guerra do almirante Abe e alertaram o comando Aliado. Agora avisado da aproximação do inimigo, o almirante Turner mobilizou todos os navios capazes de lutar, sob comando de Callaghan, para proteger suas tropas nas praias do ataque naval japonês e ordenou que as suas embarcações de transporte se retirassem no dia 12 de novembro. A frota de Callaghan possuía dois cruzadores pesados, três cruzadores leves e oito contratorpedeiros.
As 01h30 de 13 de novembro, a frota do almirante Callaghan interceptou os navios de Hiroaki Abe a meio caminho de Guadalcanal e a Ilha Savo. Além de dois couraçados, a força de Abe tinha um cruzador leve e onze contratorpedeiros. No breu da noite, as duas frotas se aproximaram e abriram fogo à queima roupa. Na intensa troca de tiros, o navio de Abe foi afundado e praticamente todas as embarcações de Daniel Callaghan, exceto um cruzador e um contratorpedeiro, sofreram danos extensos, com tanto Callaghan quanto Scott sendo mortos. Dois contratorpedeiros japoneses foram afundados e o couraçado Hiei e outras embarcações sofreram grandes danos. Apesar das perdas sofridas pelos americanos, o almirante Abe ordenou que o que sobrou de sua frota se retirasse sem ter disparado um único cartucho contra o Campo Henderson. O Hiei acabou afundando alguns dias mais tardes depois de ser torpedeado por aviões Aliados. Devido ao fracasso do almirante Abe em atacar o Campo Henderson, Yamamoto ordenou que o comboio de transporte de tropas, sob comando do almirante Raizō Tanaka e localizado nas Ilhas Shortland, para esperar mais um dia antes de partir para Guadalcanal. Ele também ordenou que o almirante Nobutake Kondō reunisse o que sobrou da frota japonesa e tentasse novamente atacar Henderson em 15 de novembro.
Neste meio tempo, por volta das 02h00 em 14 de novembro, um cruzador e um contratorpedeiro japonês, sob comando de Gunichi Mikawa, partiu de Rabaul para bombardear o Campo Henderson, o fazendo sem enfrentar muita oposição. O bombardeio causou vários danos mas falhou em danificar a pista de pouso ou muitas aeronaves. Com a força de Mikawa se retirando de volta para Rabaul, os navios de transporte de Tanaka, confiando que o Campo Henderson estava inutilizado, partiu em direção a Guadalcanal. Durante o dia 14 de novembro, aeronaves Aliadas vindos do Campo Henderson e do porta-aviões USS Enterprise atacaram os navios de Mikawa e Tanaka, afundando um cruzador pesado e sete embarcações de transportes. A maioria das tropas que estavam a bordo conseguiram ser resgatadas por outros navios e retornaram para as Ilhas Shortlands. Com o cair da noite, Tanaka e seus quatro navios de transporte remanescentes continuaram a caminho de Guadalcanal, apesar de tudo, se unindo as forças de Nobutake Kondō que se aproximavam para bombardear o Campo Henderson.

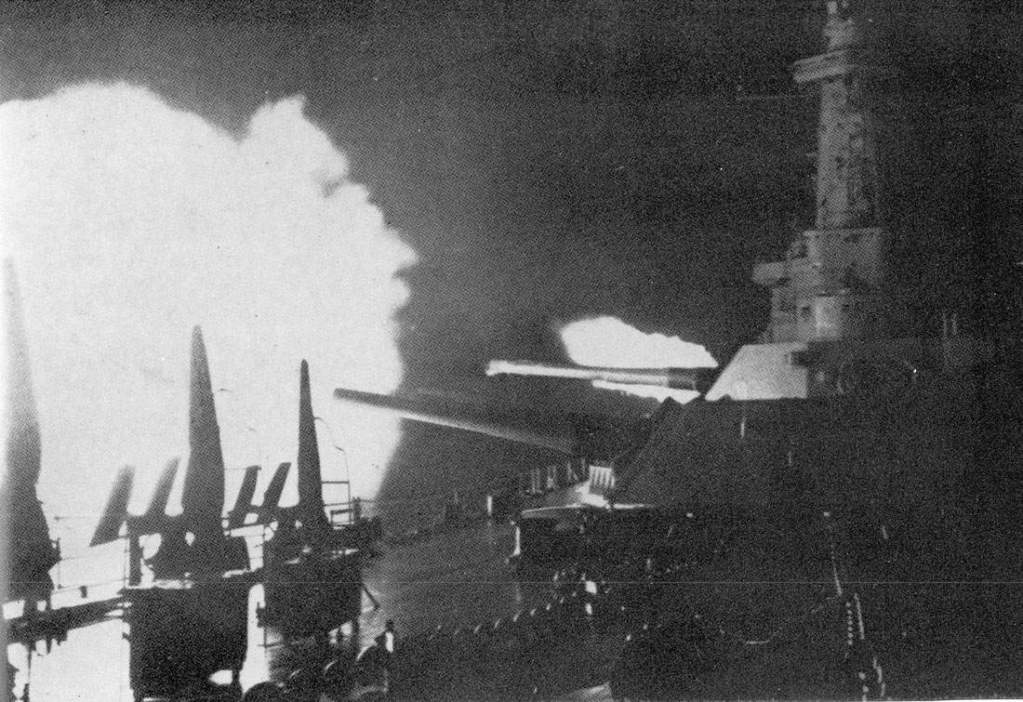
O encouraçado americano USS Washington disparando contra o navio de guerra japonês Kirishima, em meados de novembro de 1942.

Para interceptar os navios de Nobutake Kondō, o almirante Halsey, que tinha agora poucos navios em condições de lutar, despachou dois couraçados, o USS Washington e o USS South Dakota, e quatro contratorpedeiros da força tarefa do USS Enterprise. A frota americana, sob comando do vice-almirante Willis Lee, no USS Washington, chegou na Ilha de Guadalcanal e Savo um pouco antes da meia-noite de 14 de novembro, pouco antes do bombardeio de Kondo começar. A frota japonesa consistia no couraçado Kirishima, dois cruzadores pesados, dois cruzadores leves e nove contratorpedeiros. Após as duas forças fazerem contato, a frota de Kondo afundou três contratorpedeiros americanos e danificaram outro. O USS South Dakota também sofreu alguns danos. Enquanto isso, o USS Washington se aproximou lentamente e atacou o Kirishima de surpresa, causando danos fatais àquele navio (um contratorpedeiro japonês também foi afundado). Após empregar uma curta perseguição ao USS Washington, Kondo ordenou que seus navios se retirassem, novamente sem bombardear o Campo Henderson.
Enquanto os navios de Kondo se retiravam, quatro transportadores japoneses se encalharam em Tassafaronga, Guadalcanal, as 04h00 e começaram a desembarcar suas tropas e suprimentos. As 05h55, aeronaves americanas e artilharia de longa distância abriram fogo contra estas embarcações, destruíram todos estes navios antes que pudessem desembarcar tudo que carregavam. Apenas entre 2 000 e 3 000 soldados desembarcaram nas praias. Com o fracasso de entregar toda a tropa e mantimentos planejados, o comando militar japonês decidiu cancelar a ofensiva contra o Campo Henderson planejada para o fim de novembro. Assim, a grande batalha naval de Guadalcanal foi um importante sucesso estratégico para os Aliados, apesar das baixas sofridas, e marcou o começo do fim dos esforços japoneses para retomar a base aérea de Henderson.
Em 26 de novembro, o tenente-general japonês Hitoshi Imamura tomou o controle do recém-criado 8º Exército em Rabaul. Esta nova tropa consistia de forças remanescentes de unidades do 17º Corpo do exército de Hyakutake e do 18º Exército na Nova Guiné. Uma das prioridades de Imamura ao assumir o comando era continuar as tentativas de recapturar o Campo Henderson e Guadalcanal. A ofensiva Aliada em Buna, na Nova Guiné, contudo, mudou as prioridades de Imamura. Como o ataque Aliado em Buna era considerado uma ameaça maior a Rabaul, Imamura adiou o plano de enviar reforços a Guadalcanal.

### Batalha por Tassafaronga
Os japoneses continuaram a sofrer para entregar suprimentos necessários para abastecer suas tropas em Guadalcanal. Tentativas de usar submarinos, nas últimas duas semanas de novembro, fracassaram em fornecer comida suficiente para as forças do general Hyakutake. Outra tentativa foi a ideia de construir uma outra base central nas Ilhas Salomão para facilitar que os comboios fossem mais facilmente para Guadalcanal mas falhou devido a destruição causada pelo poderio aéreo Aliado. Em 26 de novembro, o 17º Exército notificou o general Imamura de que a situação da falta de alimentos era crítica. Algumas unidades passavam mais de seis dias sem ser ressupridas e até tropas na retaguarda tiveram suas rações cortadas em um-terço. Os japoneses tiveram que voltar a usar contratorpedeiros para transportar os suprimentos necessários.

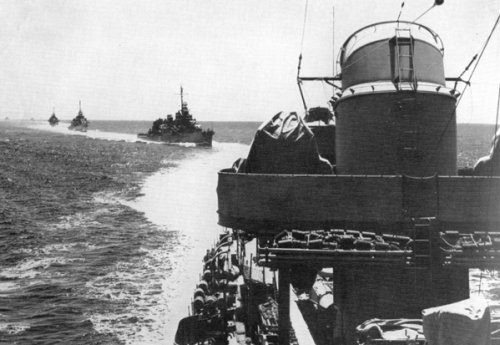
Um comboio naval americano (Força Tarefa 67) indo para Guadalcanal, ao fim de novembro de 1942.

A marinha japonesa começou a criar planos para tentar reduzir o risco de interceptação dos comboios marítimos para Guadalcanal. Barris de combustível foram limpos e comida e suprimentos médicos foram colocados dentro. Quando os contratorpedeiros chegavam em Guadalcanal eles faziam uma curva fechada e soltavam os barris e um nadador ou um barco ia recuperar a carga e a levava a praia. Este processo, contudo, era lento.
A 8ª Frota japonesa em Guadalcanal, comandada pelo almirante Raizo Tanaka, recebeu ordens do vice-almirante Mikawa para fazer o primeiro de cinco transportes de suprimentos planejados para Tassafaronga, na costa norte de Guadalcanal, usando o método dos barris, na noite de 30 de novembro. A unidade de Tanaka tinha oito contratorpedeiros, com seis destes carregando entre 200 e 240 barris cada com suprimentos. Recebendo informações a respeito dessa movimentação, o almirante Halsey ordenou que a Força Tarefa 67, composta por quatro cruzadores e quatro contratorpedeiros, sob comando do almirante Carleton H. Wright, interceptasse os navios japoneses na costa de Guadalcanal. Dois navios de guerra extras se uniram a frota de Wright vindos de Espiritu Santo no amanhecer de 30 de novembro.
As 22h40 de 30 de novembro, a força de Tanaka chegou em Guadalcanal e preparou para lançar seus barris com os suprimentos. Enquanto isso, os navios de guerra de Wright se aproximaram da posição oposta. Os contratorpedeiros americanos detectaram os japoneses no radar e os capitães dos navios estadunidenses pediram permissão para abrir fogo. Wright demorou cerca de quatro minutos para responder, dando tempo para as forças de Tanaka sair do alcance de tiro. Os navios americanos lançaram seus torpedos mas erraram os alvos. Ao mesmo tempo, os cruzadores de Wright se aproximaram e abriram fogo, acertando e destruindo um dos contratorpedeiros japoneses. O resto da frota de Tanaka abandonou a missão e se voltaram contra Wright, disparando 44 torpedos na direção do seu navio. Os japoneses acabaram afundando o USS Northampton e danificaram os cruzadores USS Minneapolis, USS New Orleans e o USS Pensacola. O resto dos contratorpedeiros de Tanaka bateram em retirada ilesos mas falharam em sua missão principal de descarregar provisões para as tropas em Guadalcanal.

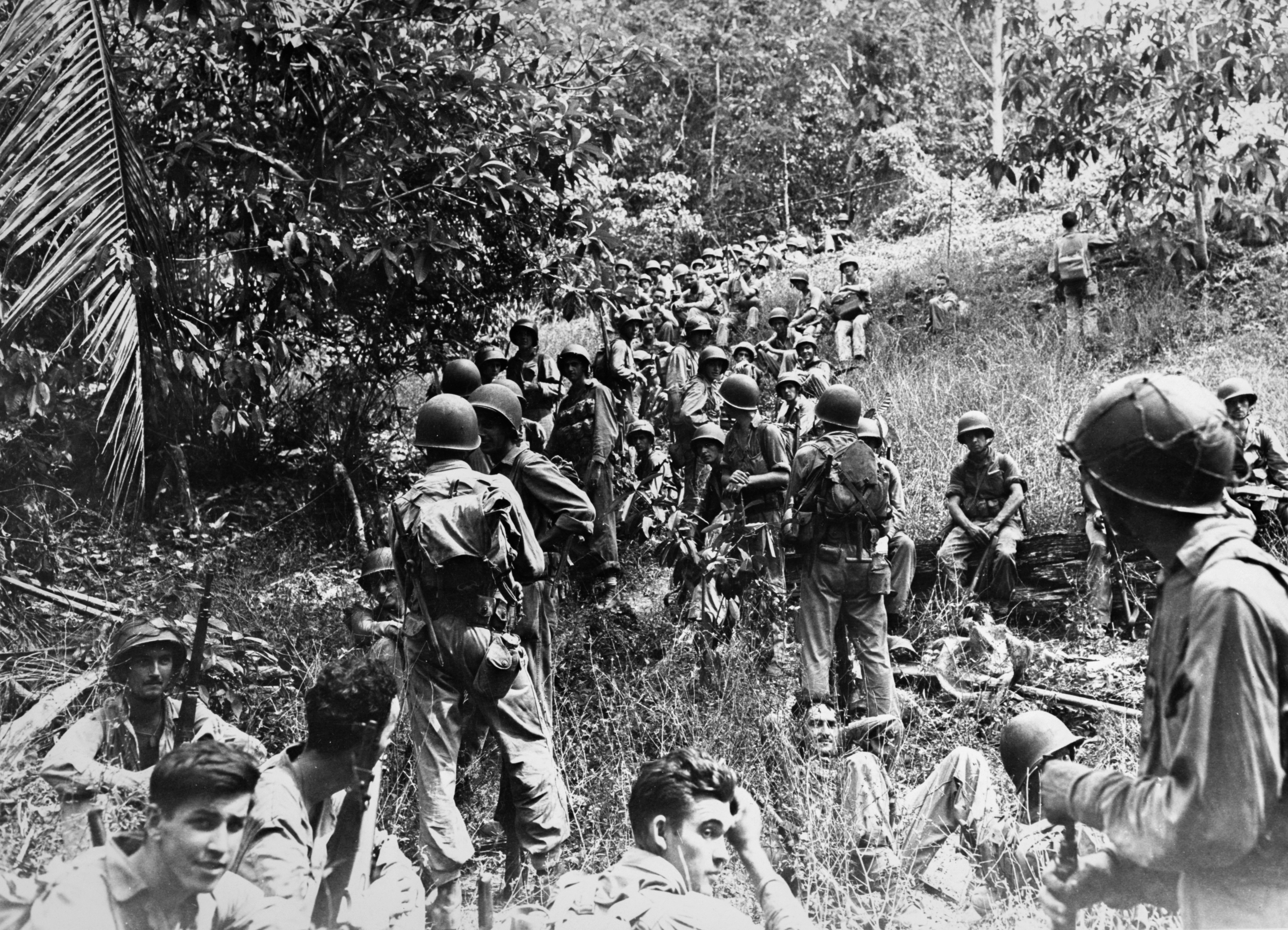
Fuzileiros navais dos Estados Unidos em ação em Guadalcanal.

Em 7 de dezembro de 1942, as forças de Hyakutake perdiam cerca de 50 homens por dia devido a desnutrição, doença ou ataques aéreos e terrestres dos Aliados. Além disso, as tentativas do almirante Tanaka de desembarcar suprimentos na ilha em 3, 7 e 11 de dezembro não foram muito bem-sucedidos, e um dos seus contratorpedeiros foi afundado por um barco PT americano.

### Os japoneses decidem se retirar
Em 12 de dezembro de 1942, a marinha imperial japonesa propôs que Guadalcanal fosse abandonada. Neste meio tempo, vários oficiais graduados no Quartel-General Imperial também argumentaram que futuros esforços para reassumir o controle de Guadalcanal seriam infrutíferos. Uma delegação, liderada pelo coronel do exército Joichiro Sanada, chefe do setor de operações do Quartel-General, visitou Rabaul em 19 de dezembro e consultou o general Imamura e sua equipe. Quando a delegação retornou a Tóquio, Sanada recomendou que as tropas japonesas remanescentes em Guadalcanal fossem retiradas de lá. Os líderes do QG imperial concordaram com esta recomendação em 26 de dezembro e ordenaram que planos para uma retirada organizada da ilha fosse feita, que uma nova linha de defesa na região central das Ilhas Salomão fosse estabelecida e mudanças de prioridades e recursos fossem destinados para a Campanha da Nova Guiné.
Em 28 de dezembro, o general Hajime Sugiyama e o almirante Osami Nagano pessoalmente informaram o imperador Hirohito da decisão de abandonar Guadalcanal. Três dias depois, o imperador endossou a decisão. A preparação para a retirada foi secreta, codinome "Operação Ke", e deveria começar em janeiro de 1943.

### A batalha do Monte Austen, do Cavalo Galopante e do Cavalo-marinho

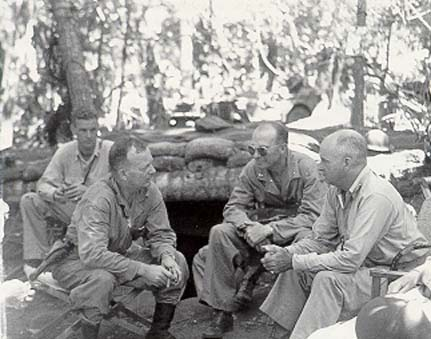
Oficiais de alta patente do exército americano. Na imagem, o major-general Alexander Patch (centro) que sucedeu o general Alexander Vandegrift (direita) no comando das forças americanas em Guadalcanal, em 9 de dezembro de 1942.

Em dezembro de 1942, a fatigada 1ª Divisão de Fuzileiros americanos foi evacuada de Guadalcanal. As operações de combate foram assumidas então pelo XIV do exército dos Estados Unidos, que tinha também elementos da 2ª Divisão de Fuzileiros. O major-general Alexander Patch substituiu Vandegrift como o comandante das tropas Aliadas em Guadalcanal, que em janeiro de 1943 já contava com mais de 50 000 soldados.
Segundo dados médicos, a 1ª Divisão de Fuzileiros americanos que havia lutado em Guadalcanal desde o início da campanha reportou suas baixas em 650 mortos, 31 desaparecidos e 1 278 feridos, além de 8 580 militares que acabaram adoecendo, principalmente de malária. Dos mais de 60 000 soldados Aliados que estavam em Guadalcanal e Tulagi perto do fim da batalha, cerca de 18 383 eram fuzileiros.
Em 18 de dezembro, os Aliados (agora formados principalmente por soldados do exército dos Estados Unidos) lançaram uma ofensiva terrestre contra a região do Monte Austen, nas áreas montanhosas do rio Matanikau, na parte noroeste da ilha. Uma fortificação defensiva japonesa, chamada Gifu, frustrou os ataques americanos, forçando-os a parar temporariamente em 4 de janeiro.
O ataque, por parte dos Aliados, ao Monte Austen e as regiões adjacentes (como as cordilheiras conhecidas como "Cavalo Galopante" e "Cavalo-marinho") continuou em 10 de janeiro de 1943. Após alguma dificuldade, os Aliados conseguiram tomar o controle total da área, em 23 de janeiro. Enquanto isso, os fuzileiros americanos continuavam avançando na parte norte de Guadalcanal, fazendo muitos progressos. Os americanos reportaram que perderam 250 homens nestas operações, enquanto os japoneses terminaram com mais de 3 000 soldados mortos.

### A evacuação
Em 14 de janeiro de 1943, o "expresso de Tóquio" desembarcou um batalhão de tropas japonesas que deveriam proteger a retaguarda da Operação Ke, o plano japonês para evacuar Guadalcanal. Uma equipe de oficiais japoneses em Rabaul acompanhou esta unidade para notificar o general Hyakutake da decisão de retirada. Durante este período, navios de guerra e aviões do Japão assumiram posições entre Rabaul e Bougainville para se preparar para executar a operação de retirada. A inteligência militar Aliada detectou toda essa movimentação e assumiu que os japoneses estavam se preparando para lançar mais uma ofensiva para tentar retomar o Campo Henderson e Guadalcanal.

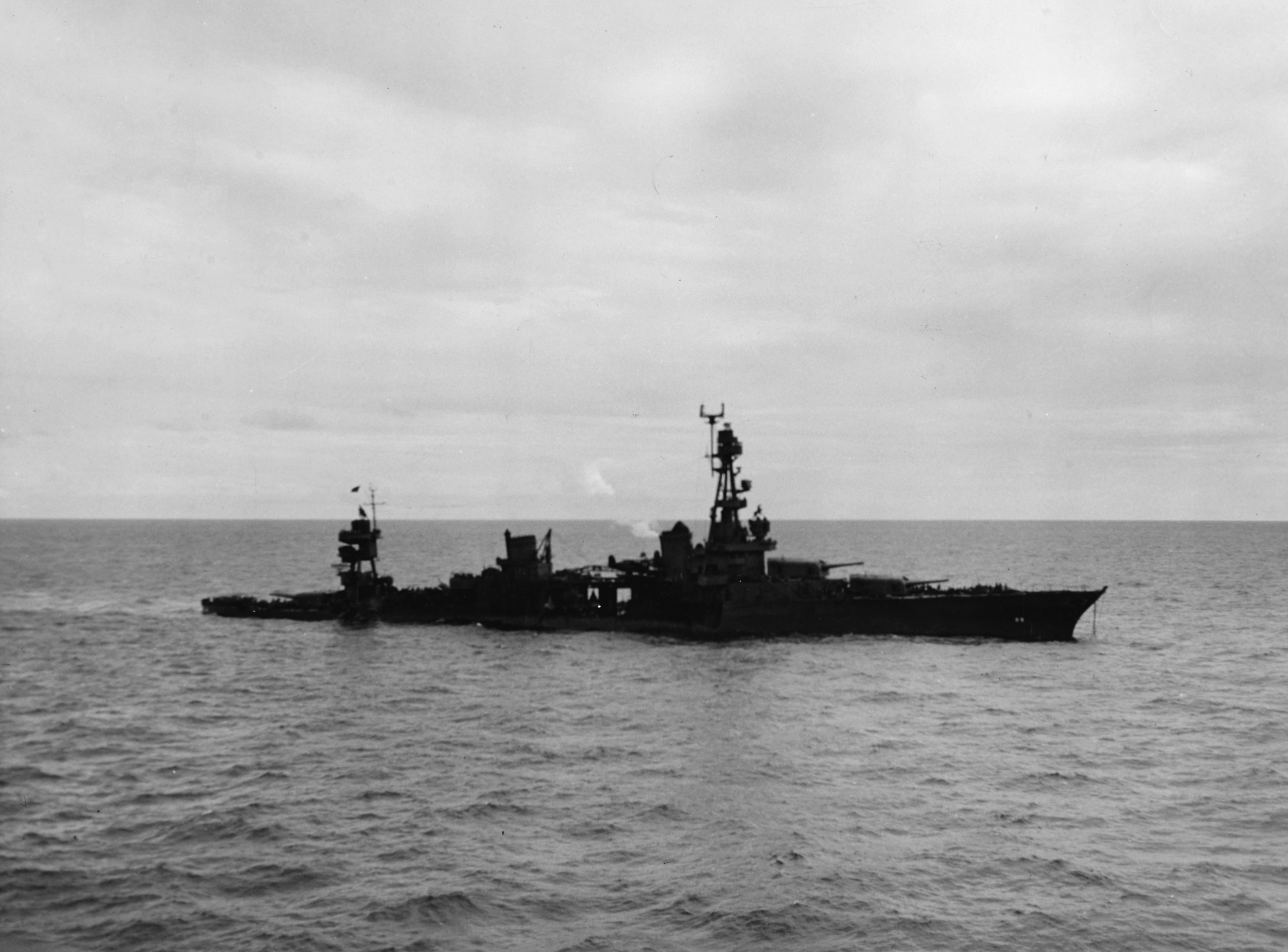
O USS Chicago afundando pela popa, em 30 de janeiro de 1943, durante a batalha da Ilha Rennell.

O general americano Alexander Patch, desconfiado do que ele assumia ser um novo ataque japonês, comprometeu apenas uma pequena quantidade de tropas para continuar a pressionar as forças do general Hyakutake. Em 29 de janeiro, o almirante Halsey, enviou um comboio para ressuprir os exércitos Aliados em Guadalcanal, acompanhados por uma força-tarefa de cruzadores. Ao ver estes navios chegando, aviões torpedeiros japoneses atacaram e danificaram gravemente o cruzador USS Chicago. No dia seguinte, aeronaves japonesas voltaram a convergir sobre o USS Chicago, afundando-o. Halsey ordenou então que o restante de sua frota retornasse para as bases e deu instruções para que a armada americana no Mar de Coral, ao sul de Guadalcanal, se preparasse para resistir a uma ofensiva japonesa.
Neste meio tempo, o 17º Corpo do exército japonês foi evacuado da costa oeste de Guadalcanal, enquanto unidades na retaguarda detinham os ataques americanos. No anoitecer de 1 de fevereiro, uma frota de vinte contratorpedeiros, comandados pelo almirante Shintaro Hashimoto, da 8ª Frota imperial do almirante Mikawa, evacuou da ilha cerca de 4 935 soldados, a maioria membros da 38ª Divisão. Houve batalhas navais na região e ambos os lados reportaram ter perdido um navio durante a missão de evacuação.
Nas noites de 4 e 7 de fevereiro de 1943, o almirante Hashimoto e seus contratorpedeiros completaram a evacuação do que sobrou das forças japonesas em Guadalcanal. Tirando alguns ataques aéreos, as forças Aliadas, ainda antecipando uma grande ofensiva japonesa contra a ilha, não tentaram deter Hashimoto ou a evacuação. No total, os japoneses retiraram cerca de 10 652 soldados de Guadalcanal. A 9 de fevereiro, o general americano Alexander Patch percebeu que, de fato, os japoneses tinham partido de vez e declarou Guadalcanal como segura nas mãos dos Aliados. A batalha estava oficialmente encerrada. Entre 19 000 e 30 000 militares japoneses haviam morrido na campanha entre agosto de 1942 e fevereiro de 1943 (mais da metade devido a doenças e fome). Já os americanos contabilizaram 7 000 mortos, a maioria fuzileiros.

## Consequências

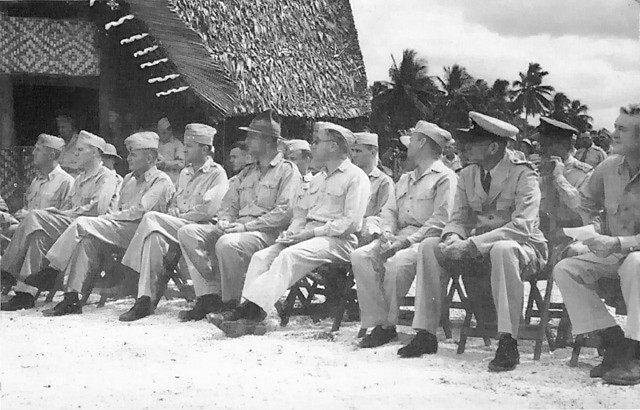
Comandantes Aliados reunidos em Guadalcanal, em agosto de 1943, planejando suas próximas ofensivas contra os japoneses nas Ilhas Salomão como parte da Operação Cartwheel.

Após a retirada japonesa, Guadalcanal e Tulagi foram transformadas em importantes bases para as operações aliadas que limpavam as Ilhas Salomão da presença militar japonesa. Além do Campo Henderson, duas pistas de pouso para aviões foram construídas em Lunga Point e uma outra pista foi feita em Koli Point. Extensos portos navais e instalações de logística foram construídos nas ilhas de Guadalcanal, Tulagi e Florida. A ancoragem em torno de Tulagi se tornou uma importante base avançada para os navios de guerra Aliados e embarcações de transporte para a Campanha nas Ilhas Salomão. Várias unidades terrestres foram instaladas em grandes acampamentos e barracas por Guadalcanal antes de serem enviadas para outras áreas da região das Salomões.
Após Guadalcanal, os japoneses claramente adotaram uma postura defensiva no Pacífico. A constante pressão por reforços na ilha de Guadalcanal enfraquecera os esforços japoneses em outras frentes, contribuindo para o sucesso dos australianos e americanos nas suas contra-ofensivas na Nova Guiné, que culminou na conquista de várias bases importantes em Buna e Gona no começo de 1943. Os Aliados tomaram a iniciativa estratégica que eles nunca viriam a perder. Em junho de 1943, os Aliados lançaram a Operação Cartwheel que, após algumas modificações, formou a estratégia de isolar a principal base japonesa em Rabaul, cortando suas linhas de comunicação marítimas. A neutralização bem-sucedida de Rabaul e das forças centradas lá facilitou a campanha no sudoeste do Pacífico, que estava sob comando do general Douglas MacArthur, e a campanha no Pacífico Central, que estava sob comando do almirante Nimitz, com ambos estes esforços conseguindo avançar em direção ao Japão. As unidades militares japonesas na área do Pacífico Sul foram ou destruídas ou ignoradas enquanto os Aliados avançavam implacavelmente com sua agora superioridade bélica.

## Significância

### Recursos
A Batalha de Guadalcanal foi a primeira campanha prolongada da Guerra do Pacífico, junto com a Campanha nas Ilhas Salomão. Ambas exigiram muito da capacidade logística dos países envolvidos. Para os Estados Unidos, houve a necessidade de desenvolver um transporte de combate aéreo eficiente pela primeira vez. O fracasso japonês em garantir superioridade aérea os forçou a enviar reforços apenas por barcaças, contratorpedeiros e submarinos, com resultados variados. No começo da campanha, os americanos sofriam com a falta de recursos e sofreram grandes perdas no mar, com os estaleiros não sendo capazes de repor os navios perdidos tão rapidamente. De fato, as baixas sofridas pela marinha foram tão altas que o alto-comando se recusou a tornar público por muitos anos o real número total de mortes sofridas pelos estadunidenses no mar. Contudo, com o passar do tempo, e com a percepção pública melhorando a respeito da luta em Guadalcanal, mais forças foram despachadas para a área. Isso acabou sendo bem problemático para o Japão já que seu complexo militar industrial não era capaz de competir com o poder industrial e de mão de obra dos Estados Unidos. Assim, conforme a batalha ia se desenrolando, os japoneses sofriam pesadas baixas que não podiam repor, enquanto os americanos tinham muito mais tropas disponíveis para futuras operações.

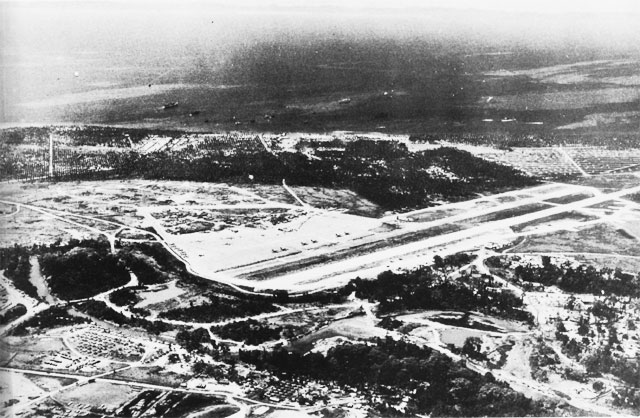
O Campo Henderson, completamente operacional, em agosto de 1944.

A campanha de Guadalcanal foi muito custosa para o Japão, estrategicamente falando, especialmente devido as suas perdas materiais e termos de recursos humanos. Mais de 31 000 militares japoneses, incluindo 25 000 insubstituíveis combatentes experientes e bem treinados, morreram na luta por Guadalcanal. Quase três-quartos dessas baixas foram de causas não relacionadas a combates, como doenças tropicais e fome. Esse dreno nos recursos foi importante para os fracassos japoneses na Campanha da Nova Guiné. O Japão perdeu o controle do sul das Ilhas Salomão e não tinha mais a habilidade de tentar impedir as rotas de contato entre os Aliados e a Austrália. A principal base japonesa em Rabaul estava agora no alcance dos aviões Aliados. Mais importante, a escassa força japonesa em terra, no mar e no ar havia desaparecido para sempre nas florestas de Guadalcanal. Os japoneses não conseguiriam substituir, em termos de qualidade, as aeronaves e navios perdidos nesta batalha, com muitos pilotos e tripulantes altamente treinados e veteranos perecendo.

### Estratégica
Após a vitória Aliada na batalha de Midway, os Estados Unidos foram capazes de rapidamente igualar o poderio naval japonês no Pacífico. Contudo, foi só após as vitórias em Guadalcanal e na Nova Guiné que o impasse estratégico no alto mar foi superado pelos Aliados de forma permanente.
A campanha de Guadalcanal encerrou as tentativas do Japão se expandir para o sul do oceano pacífico e colocou os Aliados em posição de superioridade total em termos de recursos e pessoal. Depois da vitória em Guadalcanal, os Estados Unidos e seus aliados conseguiram uma importante sequência de vitórias que durou até o fim da guerra, eventualmente levando a rendição do Japão e a ocupação das suas ilhas.

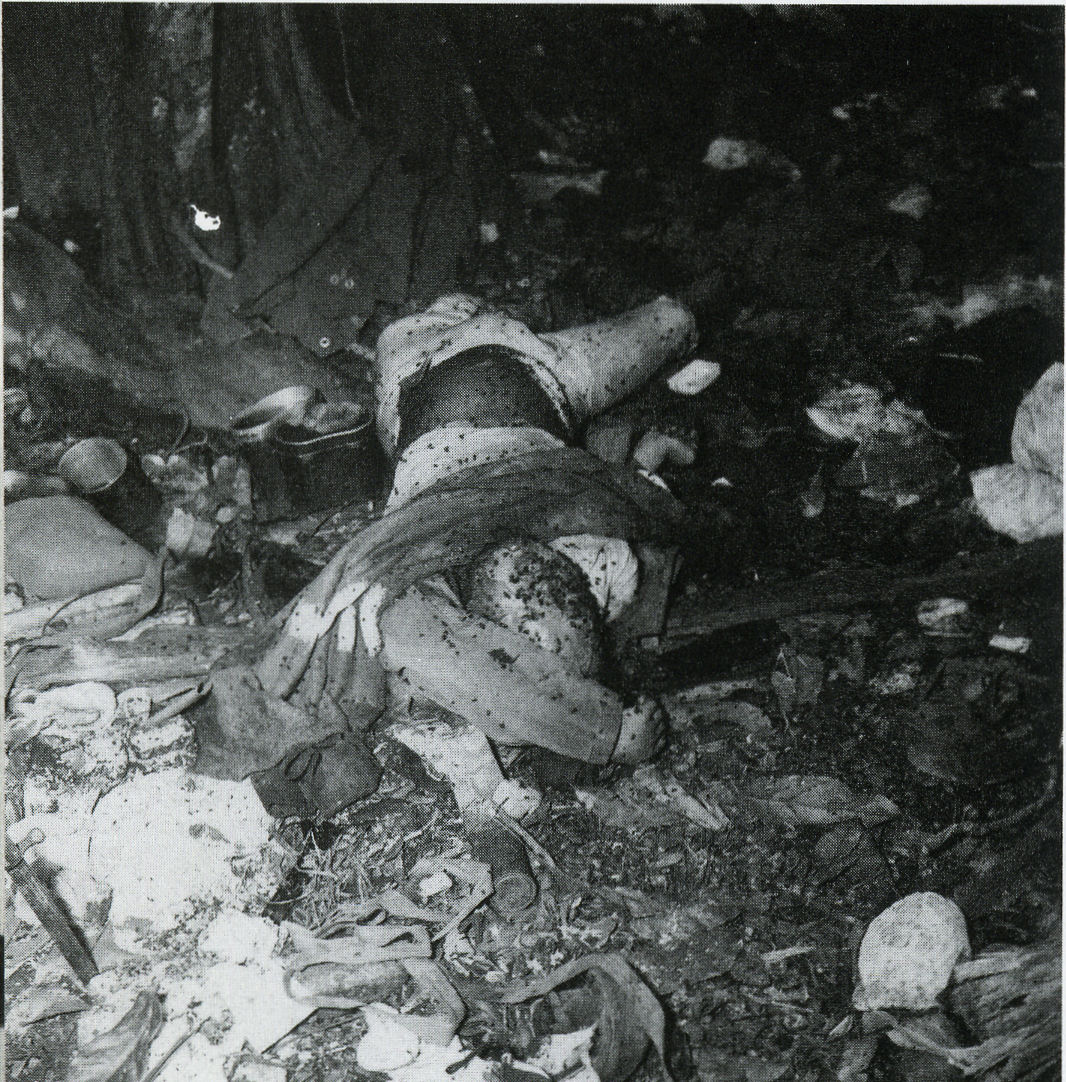
Corpo de um soldado japonês morto em Guadalcanal, em janeiro de 1943.

A política da "Europa primeiro", firmada entre os Estados Unidos e o Reino Unido, havia permitido apenas ações defensivas contra a agressão japonesa no Pacífico, para que os esforços Aliados pudessem se focar na derrota da Alemanha. Contudo, a argumentação do almirante Ernest King sobre a invasão de Guadalcanal (e o seu sucesso) convenceu o presidente Franklin D. Roosevelt de que a guerra no Pacífico poderia ser lutada na ofensiva também. Ao fim de 1942, estava claro que o Japão já tinha perdido a campanha por Guadalcanal, sendo um golpe duro para a estratégia japonesa e os forçou a adotarem medidas primordialmente defensivas. Além disso também foi um golpe na moral do povo japonês, sofrendo uma grande derrota nas mãos dos americanos.
Talvez mais importante que a vitória militar para os Aliados foi o impacto psicológico do triunfo, com os americanos e seus aliados sendo capazes de derrotar os japoneses em terra, no ar e no mar. Após Guadalcanal, os militares Aliados passaram a não temer mais tanto os japoneses como tinham antigamente. Além disso, o otimismo no Ocidente cresceu consideravelmente.
"O 'Expresso de Tóquio' já não tem parada terminal em Guadalcanal."
"Guadalcanal não é mais meramente um nome de uma ilha na história militar japonesa. É o nome do túmulo do exército japonês."
Além do general Kawaguchi, vários políticos e líderes militares japoneses, incluindo Naoki Hoshino, Osami Nagano e Torashirō Kawabe, afirmaram depois da guerra que Guadalcanal foi o ponto decisivo do conflito. Kawabe disse: "Quanto ao ponto de virada [da guerra], quando a ação positiva cessou ou se tornou negativa, foi, eu acho, em Guadalcanal".

## Mídias, reportagens e filmes
A Campanha de Guadalcanal foi tema de um enorme número de filmes, séries, livros e outros. Mesmo durante a batalha, houve grande atenção da mídia, já que era visto como a primeira grande ofensiva militar americana durante a guerra. Richard Tregaskis escrevia para o jornal International News Service e ganhou fama com a publicação do seu bestseller, "Diário de Guadalcanal", em 1943. Hanson Baldwin, um correspondente da marinha, escrevia histórias para o New York Times e venceu um prêmio Pulitzer por sua cobertura do começo da Segunda Guerra Mundial. Entre os notórios correspondentes estão Tom Yarbrough, que escrevia para a Associated Press, Bob Miller, que escrevia para o United Press, John Hersey, que escrevia para a Time e a Life, Ira Wolfert, que escrevia para o North American Newspaper Alliance (onde ele ganhou um Pulitzer numa matéria que descreveu a Batalha Naval de Guadalcanal, em novembro de 1942), o sargento James Hurlbut, que escrevia para o jornal dos fuzileiros, e Mack Morriss para o Yank, the Army Weekly. O comandante Vandegrift dava poucas restrições para os repórteres trabalharem que, normalmente, podiam escrever e ir aonde quiserem.
Outros filmes, séries e livros que mostram a batalha são:
- Tales of the South Pacific (livro)
- Guadalcanal Diary (filme)
- Uma Luz nas Trevas (filme)
- The Thin Red Line (livro)
- The Pacific - episódios 1, Guadalcanal/Leckie, e 2, Basilone (minissérie de TV)
- The Gallant Hours (filme)
- Helmet for My Pillow (livro)
- The Thin Red Line (1964) (filme)
- The Thin Red Line (1998) (filme)
- Dogfights - temporada 1, Ep. Nº 4 – Guadalcanal (série de TV)
- Shootout! - temporada 1, Guadalcanal (série de TV)
- The Lost Evidence - episódio 20 (série de TV)
- Battle 360° - episódios 3 a 5 (série de TV)
- A cantora norte-americana Taylor Swift lançou em 2020, no seu oitavo álbum de estúdio, o Folklore, a música "Epiphany", que é um mistura do que o seu avô, Archie Dean Swift, passou quando lutou nessa batalha, com o que as pessoas da área da saúde estavam passando durante a Pandemia de COVID-19 que assolou o mundo em 2020.[151]

### Livros
- Alexander, Joseph H. Edson's Raiders: The 1st Marine Raider Battalion in World War II. Annapolis, MD.: Naval Institute Press, 2000. ISBN 1-55750-020-7 OCLC 44764056
- Bergerud, Eric M. Touched with Fire: The Land War in the South Pacific. NEw York: Penguin Books,1997. ISBN 0-14-024696-7 OCLC 37137722
- Clemens, Martin. Alone on Guadalcanal: A Coastwatcher's Story. Annapolis, MD.: Naval Institute Press, 2004. ISBN 1-59114-124-9 OCLC 54687505
- Cowdrey, Albert (1994). Fighting for Life: American Military Medicine in World War II. New York: The Free Press. ISBN 0-684-86379-0
- Crenshaw, Russell Sydnor. South Pacific Destroyer: The Battle for the Solomons from Savo Island to Vella Gulf. Annapolis, MD.: Naval Institute Press, 1998. ISBN 1-55750-136-X OCLC 38527912
- Dull, Paul S. A Battle History of the Imperial Japanese Navy, 1941–1945. Annapolis, MD.: Naval Institute Press, 1978. ISBN 0-87021-097-1 OCLC 3773679
- Evans, David C. The Japanese Navy in World War II: In the Words of Former Japanese Naval Officers. Annapolis, MD.: Naval Institute Press, 1986. ISBN 0-87021-316-4 OCLC 13560220
- Dyer, George Carroll (1972). The Amphibians Came to Conquer: The Story of Admiral Richmond Kelly Turner (PDF). Col: Fleet Marine Force Reference Publication (FMFRP 12-109-11). 1. Washington: Department of the Navy. LCCN 71603853. Consultado em 18 de agosto de 2015
- Frank, Richard. Guadalcanal: The Definitive Account of the Landmark Battle. New York: Random House, 1990. ISBN 0-394-58875-4 OCLC 21229351
- Gilbert, Oscar E. Marine Tank Battles of the Pacific. Conshohocken, PA.: Combined Pub., 2001. ISBN 1-58097-050-8 OCLC 45917262
- Griffith, Samuel B. The Battle for Guadalcanal. Champaign, IL: University of Illinois Press, 2000. ISBN 0-252-06891-2 OCLC 43555161
- Hadden, Robert Lee. 2007. "The Geology of Guadalcanal: a Selected Bibliography of the Geology, Natural History, and the History of Guadalcanal." Alexandria, Virginia: Topographic Engineering Center.
- Hammel, Eric. Carrier Clash: The Invasion of Guadalcanal & The Battle of the Eastern Solomons August 1942. St. Paul, MN.: Zenith Press, 2004. ISBN 0-7603-2052-7 OCLC 56642994
- Hammel, Eric. Carrier Strike: The Battle of the Santa Cruz Islands, October 1942. Pacifica, CA.: Pacifica Press, 2000. ISBN 0-935553-37-1 OCLC 42812897
- Hara, Tameichi. Japanese Destroyer Captain. New York: Ballantine Books, 1961. OCLC 1070440
- Hayashi, Saburo. Kogun: The Japanese Army in the Pacific War. Quantico: Marine Corps Association, 1959. OCLC 464063302
- Hornfischer, James D. Neptune's Inferno: The U.S. Navy at Guadalcanal.  New York: Bantam Books, 2011 ISBN 0-553-80670-X OCLC 613432356
- Jersey, Stanley Coleman. Hell's Islands: The Untold Story of Guadalcanal. College Station: Texas A & M University Press, 2008. ISBN 1-58544-616-5 OCLC 122526828
- Kilpatrick, C. W. Naval Night Battles of the Solomons. Pompano Beach, FL.: Exposition Press of Florida, 1987. ISBN 0-682-40333-4 OCLC 16874430
- Loxton, Bruce and Chris Coulthard-Clark. The Shame of Savo: Anatomy of a Naval Disaster.  St. Leonards, N.S.W.: Allen & Unwin, 1997. ISBN 1-86448-286-9 OCLC 38759272
- Lundstrom, John B. The First Team And the Guadalcanal Campaign: Naval Fighter Combat from August to November 1942. Annapolis, MD.: Naval Institute Press, 2005. ISBN 1-61251-165-1 OCLC 847527705
- Manchester, William. Goodbye, Darkness A Memoir of the Pacific. Boston: Little, Brown and Company, 1980. ISBN 0-316-54501-5 OCLC 6421928
- McGee, William L. The Solomons Campaigns, 1942–1943: From Guadalcanal to Bougainville—Pacific War Turning Point, Volume 2. Santa Barbara, CA.: BMC Publications, 2002. ISBN 0-9701678-7-3 OCLC 49317834
- Miller, Thomas G. The Cactus Air Force. Fredericksburg, TX.: Admiral Nimitz Foundation, 1969. OCLC 31392623
- Morison, Samuel Eliot The Struggle for Guadalcanal, August 1942 – February 1943, vol. 5 of History of United States Naval Operations in World War II. Boston: Little, Brown and Company, 1969. OCLC 861242021
- Murray, Williamson and Allan R. Millett A War To Be Won: Fighting the Second World War. Cambridge, Mass.: Belknap Press of Harvard University Press, 2000. ISBN 0-674-00680-1 OCLC 43109827
- Peatross, Oscar F. Bless 'em All: The Raider Marines of World War II. Irvine, CA.: ReView Publications, 1995. ISBN 0-9652325-0-6 OCLC 35363398
- Rottman, Gordon L. Japanese Army in World War II: The South Pacific and New Guinea, 1942–43. Oxford: Osprey, 2005. ISBN 1-84176-870-7 OCLC 61879308
- Smith, Michael T. Bloody Ridge: The Battle That Saved Guadalcanal. Novato, CA.: Pocket Books, 2003. ISBN 0-7434-6321-8 OCLC 51645288
- Toland, John The Rising Sun: The Decline and Fall of the Japanese Empire, 1936–1945. New York: Modern Library, 2003. ISBN 0-8129-6858-1 OCLC 52441692

### Web
- Anderson, Charles R. (1993). Guadalcanal. Col: The U.S. Army Campaigns of World War II. [S.l.]: United States Army Center of Military History. Consultado em 9 de julho de 2006
- Bullard, Steven (2007). Japanese army operations in the South Pacific Area New Britain and Papua campaigns, 1942–43. Col: Senshi Sōshō. Canberra: Australian War Memorial. ISBN 978-0-9751904-8-7
- Hough, Frank O.; Ludwig, Verle E.; Shaw, Henry I., Jr. (n.d.). «Pearl Harbor to Guadalcanal». History of U.S. Marine Corps Operations in World War II. Consultado em 16 de maio de 2006
- Miller, John, Jr. (1959). «Cartwheel: The Reduction of Rabaul». United States Army in World War II: The War in the Pacific. Office of the Chief of Military History, U.S. Department of the Army. p. 418. Consultado em 20 de outubro de 2006
- Miller, John Jr. (1995) [1949]. Guadalcanal: The First Offensive. United States Army in World War II. [S.l.]: United States Army Center of Military History. Consultado em 4 de julho de 2006
- Parshall, Jon; Bob Hackett; Sander Kingsepp; Allyn Nevitt. «Imperial Japanese Navy Page (Combinedfleet.com)». Consultado em 14 de junho de 2006
- Shaw, Henry I. (1992). «First Offensive: The Marine Campaign For Guadalcanal». Marines in World War II Commemorative Series. Consultado em 25 de julho de 2006
- U.S. Navy. «Chapter XXV: Campaign in the Solomons». Building the Navy's Bases in World War II: History of the Bureau of Yards and Docks and the Civil Engineer Corps, 1940–1946. U.S. Department of the Navy, Bureau of Yards and Docks. Consultado em 8 de dezembro de 2006
- Zimmerman, John L. (1949). «The Guadalcanal Campaign». Marines in World War II Historical Monograph. Consultado em 4 de julho de 2006

## Mais informações

### Livros
- Bartsch, William H. (2014). Victory Fever on Guadalcanal. [S.l.]: Texas A&M University Press. ISBN 1-62349-184-3
- Braun, Saul M. The Struggle for Guadalcanal (American Battles and Campaigns). New York: Putnam, 1969. OCLC 27157
- Christ, James F. Battalion of the Damned: The 1st Marine Paratroopers at Gavutu and Bloody Ridge, 1942. Annapolis, MD: Naval Institute Press, 2007. ISBN 1-59114-114-1 OCLC 71946979
- Coggins, Jack The Campaign for Guadalcanal;: A Battle That Made History. Garden City, NY: Doubleday and Co., 1972. ISBN 0-385-04354-6 OCLC 483439
- Crawford, John   New Zealand's Pacific Frontline: Guadalcanal-Solomon Islands Campaign, 1942–45. [New Zealand]: New Zealand Defence Force, 1992. ISBN 0-473-01537-4 OCLC 27363777
- D'Albas, Andrieu. Death of a Navy: Japanese Naval Action in World War II. New York: Devin-Adair Co., 1957. OCLC 464407286
- DeBlanc, Jefferson Guadalcanal Air War:Col. Jefferson DeBlanc's Story. Gretna, LA: Pelican Pub., 2008. ISBN 1-58980-587-9 OCLC 185031258
- Farrington, Arthur C. The Leatherneck Boys: A Pfc at the Battle for Guadalcanal. Manhattan, Kan.: Sunflower University Press, 1995. ISBN 0-89745-180-5 OCLC 32349291
- Feldt, Eric Augustus. The Coastwatchers. Ringwood, Victoria, Australia: Penguin Books, 1991. ISBN 0-14-014926-0 OCLC 27488029
- Hersey, John Into the Valley: Marines at Guadalcanal. Lincoln: University of Nebraska Press, 2002. ISBN 0-8032-7328-2 OCLC 48941819
- Hornfischer, James D. Neptune's Inferno: The U.S. Navy at Guadalcanal. New York: Bantam Books ISBN  0-553-80670-X OCLC 613432356
- Hoyt, Edwin P. Guadalcanal.New York: Military Heritage Press, 1988. ISBN 0-88029-184-2 OCLC 19293942
- Hubler, Richard G., and John A. Dechant. Flying Leathernecks. Garden City, New York: Doubleday, Doran & Co., 1944. OCLC 494189806
- Leckie, Robert. Helmet for my Pillow. [S.l.]: Ibooks, 2006. ISBN 1-59687-092-3 OCLC 173166880
- Leckie, Robert Challenge for the Pacific: The Bloody Six-Month Battle Of Guadalcanal. New York: Da Capo Press, 1999. ISBN 0-306-80911-7 OCLC 40126887
- Letourneau, Roger; Letourneau, Dennis (2012). Operation Ke: The Cactus Air Force and the Japanese Withdrawal from Guadalcanal. Annapolis, MD: Naval Institute Press. ISBN 978-1-59114-446-5
- Lord, Walter. Lonely Vigil: Coastwatchers of the Solomons. Annapolis, MD: Naval Institute Press, 2006. ISBN 1-59114-466-3 OCLC 70045788
- Lundstrom, John B.  Black Shoe Carrier Admiral: Frank Jack Fletcher at Coral Seas, Midway & Guadalcanal. Annapolis, MD.: Naval Institute Press, 2006. ISBN 1-59114-475-2 OCLC 62782215
- Marion, Ore J., Thomas Cuddihy and Edward Cuddihy. On the Canal: The Marines of L-3-5 on Guadalcanal, 1942. Mechanicsburg, PA: Stackpole Books, 2004. ISBN 0-8117-3149-9 OCLC 53374983
- Merillat, Herbert Christian. Guadalcanal Remembered. Tuscaloosa: University Alabama Press, 2003 ISBN 0-8173-1290-0 OCLC 50559909
- Merillat, Herbert L. The Island: A History of the First Marine Division on Guadalcanal, August 7 – December 9, 1942. Boston: Houghton Mifflin Company, 1944. OCLC 487310466
- Miller Jr., John. Guadalcanal: The First Offensive. Washington, D.C.: United States Army Center of Military History, 1995. ISBN 0-16-001908-7 OCLC 52642465
- Mueller, Joseph. Guadalcanal 1942: The Marines Strike Back. London: Osprey, 1992. ISBN 1-85532-253-6 OCLC 28111740
- Parkin, Robert Sinclair. Blood on the Sea: American Destroyers Lost in World War II. Cambridge, MA: Da Capo Press, 1995. ISBN 0-306-81069-7 OCLC 48497788
- Poor, Henry V., Henry A. Mustin and Colin G. Jameson. The Battles of Cape Esperance, 11 October 1942 and Santa Cruz Islands, October 26, 1942. Washington, DC: Naval Historical Center, 1994. ISBN 0-945274-21-1 OCLC 29031302
- Radike, Floyd W. Across the Dark Islands: The War in the Pacific. New York: Presidio, 2003. ISBN 0-89141-774-5 OCLC 53289933
- Richter, Don. Where the Sun Stood Still: The Untold Story of Sir Jacob Vouza and the Guadalcanal Campaign. Calabasas, CA: Toucan Pub., 1992. ISBN 0-9611696-3-X OCLC 27771674
- Rose, Lisle Abbott. The Ship that Held the Line: The USS Hornet and the First Year of the Pacific War.  Annapolis, MD: Naval Institute Press, 2002. ISBN 1-55750-008-8 OCLC 48507810
- Rottman, Gordon L. and Duncan Anderson. U.S. Marine Corps Pacific Theater of Operations 1941–43. Oxford: Osprey, 2004. ISBN 1-84176-518-X OCLC 53459823
- Smith, George W. The Do-or-Die Men: The 1st Marine Raider Battalion at Guadalcanal. New York: Pocket Books, 2003.  ISBN 0-7434-7005-2 OCLC 53009145
- Stafford, Edward Peary. The Big E: The Story of the USS Enterprise. Annapolis, MD.: Naval Institute Press, 2002. ISBN 1-55750-998-0 OCLC 48493709
- Tregaskis, Richard. Guadalcanal Diary. New York: Modern Library, 2000. ISBN 0-679-64023-1 OCLC 43109810
- Twining, Merrill B. No Bended Knee: The Battle for Guadalcanal. Novato, CA.: Presidio, 1996. ISBN 0-89141-549-1 OCLC 503599358
- Ulbrich, David J. Preparing for Victory: Thomas Holcomb and the Making of the Modern Marine Corps, 1936–1943. Annapolis, MD.: Naval Institute Press, 2011. ISBN 1-59114-903-7 OCLC 670481778
- Walker, Charles H. Combat Officer: A Memoir of War in the South Pacific. New York: Presidio, 2004. ISBN 0-345-46385-4 OCLC 56656650
- Werstein, Irving. Guadalcanal. 1963. OCLC 641130630

### Web
- Australian War Memorial (n.d.). «Secondary Bibliography by Author» (bibliography of Japanese-language sources). Australia-Japan Research Project. Consultado em 5 de outubro de 2016
- Burbeck, James (2008). «The Guadalcanal Campaign». Flash animated combat map series at The War Times Journal
- Cagney, James. «An Animated Map History of the Battle for Guadalcanal». HistoryAnimated.com. Consultado em 4 de setembro de 2008
- Craven, Wesley Frank; James Lea Cate. «Vol. IV, The Pacific: Guadalcanal to Saipan, August 1942 to July 1944». The Army Air Forces in World War II. U.S. Office of Air Force History. Consultado em 20 de outubro de 2006
- Donahue, PFC James A. Guadalcanal Journal. [S.l.: s.n.]
- Dillard, Nancy R. (20 de maio de 1997). «Operational Leadership: A Case Study of Two Extremes during Operation Watchtower» (Academic report). Joint Military Operations Department, Naval War College. Consultado em 5 de outubro de 2016
- Dyer, George Carroll. «The Amphibians Came to Conquer: The Story of Admiral Richmond Kelly Turner». United States Government Printing Office. Consultado em 20 de outubro de 2006
- Emberton, Keith D. (1 de maio de 1996). «Operational Leadership Once Beyond the Culminating Point: Perspectives on Calculated Tactical Risk to Achieve Operational Success» (Academic report). Joint Military Operations Department, Naval War College. Consultado em 5 de outubro de 2016
- Garrett, James R. «James R. "Rube" Garrett A Marine Diary: My Experiences on Guadalcanal». An Eyewitness Account of the Battle of Guadalcanal
- Gillespie, Oliver A. (1952). «The Official History of New Zealand in the Second World War, 1939–1945; The Battle for the Solomons (Chapter 7)». New Zealand Electronic Text Center. Consultado em 5 de outubro de 2016
- Hoffman, Jon T. (1995). «From Makin to Bougainville: Marine Raiders in the Pacific War» (brochure). World War II Commemorative Series. Marine Corps Historical Center. Consultado em 5 de outubro de 2016
- Hoffman, Jon T. «Silk Chutes and Hard Fighting: U.S. Marine Corps Parachute Units in World War II» (PDF). Commemorative series. Marine Corps History and Museums Division. p. 1. Consultado em 26 de dezembro de 2006
- Mersky, Peter B. (1993). «Time of the Aces: Marine Pilots in the Solomons, 1942–1944». Marines in World War II Commemorative Series. History and Museums Division, Headquarters, U.S. Marine Corps. Consultado em 5 de outubro de 2016
- Newell, Clayton R. (2003). «Central Pacific». The U.S. Army Campaigns of World War II. United States Army Center of Military History. Consultado em 6 de agosto de 2008
- Japanese Operations in the Southwest Pacific Area, Volume II – Part I. Reports of General MacArthur. [S.l.]: United States Army Center of Military History. Consultado em 4 de outubro de 2016
- U.S. Army Air Forces (1992). «Pacific Counterblow: The 11th Bombardment Group and the 67th Fighter Squadron in the Battle for Guadalcanal». Wings at War Reissue ed. Office of Assistant Chief of Air Staff, Intelligence. Consultado em 5 de outubro de 2016

### Áudio/visual
- Adams, M. Clay (Diretor) (1952). Victory at Sea- Episode 6: Guadalcanal (domcumentário). National Broadcasting Company (NBC) Film
- Malick, Terrence (Diretor) (1998). The Thin Red Line (filme longa-metragem). 20th Century Fox Home Entertainment
- Marton, Andrew (Diretor) (1964). The Thin Red Line (filme longa-metragem). Allied Artists Pictures
- Montgomery, Robert (Diretor) (1960). The Gallant Hours (filme longa-metragem). United Artists
- Ray, Nicholas (Diretor) (1951). Flying Leathernecks (filme longa-metragem). RKO Radio Pictures
- Seiler, Lewis (Diretor) (1943). Guadalcanal Diary (filme longa-metragem). 20th Century Fox Film Corporation
- Van Patten, Tim (Diretor) (2010). The Pacific (minissérie). HBO, Seven Network, DreamWorks
- Vídeo que inclui imagens históricas da Batalha de Guadalcanal
- Shootout! temporada 1, Guadalcanal (série de TV).
- The Lost Evidence episódio 20 (série de TV).